# Révolution de Mars
Pour les articles homonymes, voir Révolution de 1848.
Vous lisez un « article de qualité » labellisé en 2015.

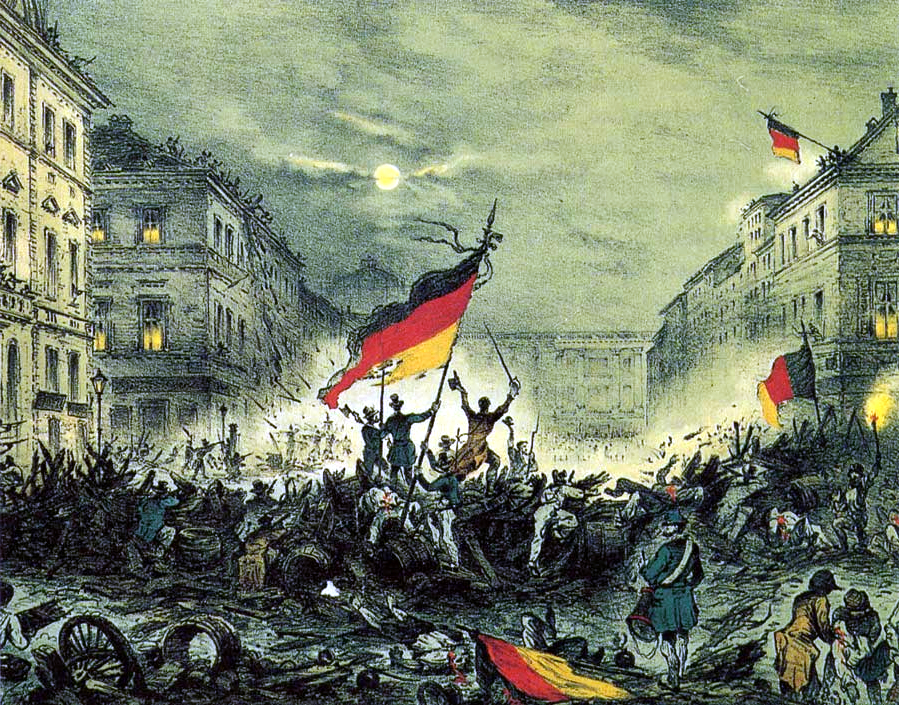
Révolutionnaires triomphant sur les barricades le 18 mars 1848 à Berlin.

La révolution de Mars (Märzrevolution en allemand), également dénommée révolution allemande de 1848, est le Printemps des peuples germaniques. Il s'agit de l'ensemble des révolutions qui éclatent entre mars 1848 et la fin de l'été 1849 au sein de la Confédération germanique et dans les provinces et pays sous domination de l'empire d'Autriche (Hongrie et Italie du Nord) et du royaume de Prusse (province de Posnanie).
Le Vormärz qui précéda est marqué par la restauration politique mise en place par la Sainte-Alliance et en particulier par le chancelier autrichien Klemens Wenzel von Metternich. En outre, le début de la révolution industrielle en Allemagne provoque un appauvrissement des artisans et une aggravation des problèmes sociaux.
Après les révolutions en Italie début janvier 1848 et en France en février, les États allemands rejoignent le soulèvement européen. Les révolutionnaires des États allemands aspirent à l'établissement des libertés politiques ainsi qu'à l'unité nationale.
La révolution commence dans le grand-duché de Bade. Elle se propage en quelques semaines dans les autres États de la Confédération. Elle force la désignation de gouvernements libéraux et l'élection d'un parlement national qui se rassemble dans la ville libre de Francfort. Après les premiers succès du printemps 1848, le mouvement se fait plus défensif à l'été. L'automne 1848 et les campagnes pour la reconnaissance de la Constitution de Francfort de mai 1849 connaissent un nouveau pic de soulèvements, ayant localement des allures de guerre civile, mais ne peuvent empêcher l'échec de la révolution.
Les libéraux et les démocrates s'opposent au parlement de Francfort. Les premiers privilégient la monarchie constitutionnelle ; les seconds donnent davantage d'importance à la souveraineté du peuple. Enfin, les plus radicaux revendiquent une république. Après de longs débats, ils s'entendent en décembre 1848 sur un ensemble de droits fondamentaux et, en mars 1849, sur une constitution. Le 3 avril suivant, le roi de Prusse Frédéric-Guillaume IV refuse cependant la couronne impériale proposée par la Kaiserdeputation et met ainsi fin aux espoirs d'unification. Cette tentative de création d'un État-nation unifié et démocratique est violemment réprimée en juillet 1849 par les troupes prussiennes et autrichiennes. La révolution de Mars se solde donc par un échec.
La révolution est suivie par une période de réactions politiques. Les acquis de la révolution ne sont cependant pas négligeables, marqués par la fin de la féodalité et un fort développement de la presse. Elle est aussi souvent considérée comme essentielle pour le développement du mouvement ouvrier et du féminisme en Allemagne.
La "révolution de Mars" est mise au ban par les régimes qui suivent. Ce n'est qu'à partir de la république de Weimar (1918-1933), qui s'inspire de la constitution de Francfort (mars 1849) pour sa Loi fondamentale, que l'héritage révolutionnaire a valeur de référence politique. Par la suite, l'Allemagne de l'Ouest et celle de l'Est se le disputent.

## Causes et signes avant-coureurs

### Contexte économique et social
Un signe avant-coureur de la révolution de Mars 1848 en Europe centrale est la crise de 1847 consécutive à la très mauvaise récolte de l'année précédente. Dans les pays allemands, l'augmentation des prix des denrées agricoles entraîne des famines et des révoltes de la faim presque partout. La fraction la plus pauvre de la population composée des ouvriers, artisans appauvris, travailleurs agricoles, etc., soutient les revendications des cercles démocratiques et libéraux. Une autre conséquence de la crise est la diminution de la valeur de la monnaie dans la commercialisation des produits industriels, ce qui cause, entre autres, le déclin du secteur textile, encore largement dominé par l'artisanat.

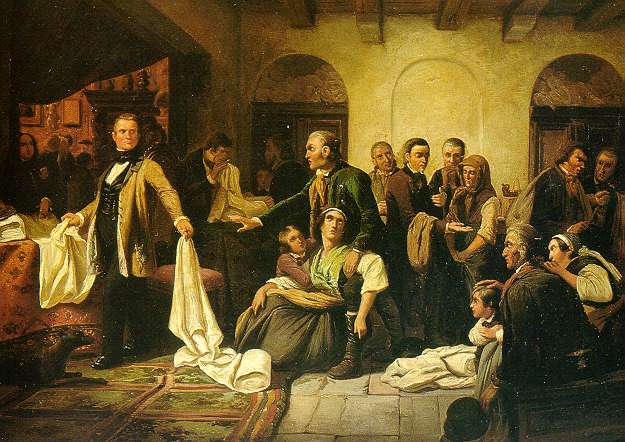
Les Tisserands silésiens (peinture de Carl Wilhelm Hübner, 1846).

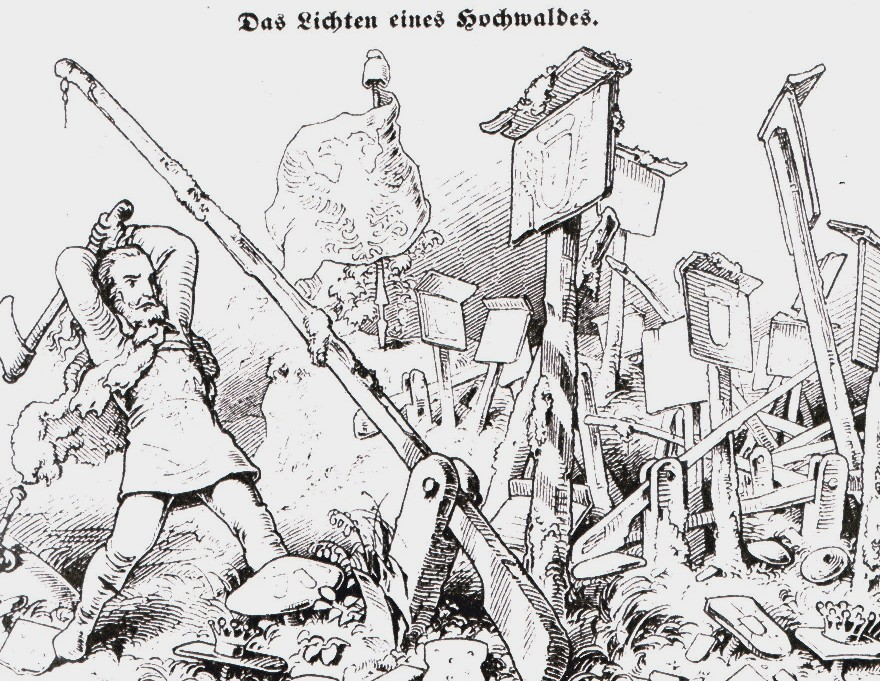
L'Éclaircissement d'une futaie, caricature contre le particularisme allemand et ses barrières douanières, première moitié du XIXe siècle.

Le secteur textile est encore le fait d'un travail à domicile généralisé : pour un faible salaire, nombreuses sont les familles des campagnes allemandes qui cèdent leur production à quelques riches entrepreneurs et propriétaires fonciers. Son déclin et généralement celui de l'ensemble de l'artisanat sont aussi dus à la progression de la révolution industrielle dans toute l'Europe, celle-ci bouleversant peu à peu les rapports sociaux, économiques et industriels de tout le continent autour du milieu du XVIIIe siècle sous l'effet des inventions techniques venant du Royaume-Uni. De plus, il y a à cette époque une forte croissance démographique à la campagne comme à la ville résultant de l'augmentation de la productivité agricole, tandis que l'industrie ne peut employer un tel volume de main-d'œuvre, ce qui cause un taux de chômage extrêmement important et l'émergence d'un prolétariat. La main-d'œuvre excédentaire forme une « armée de réserve de travailleurs ». Les villes étant en expansion continuelle, de plus en plus de personnes cherchent du travail dans les manufactures et les usines construites pour la fabrication de produits nouveaux et à bon marché grâce à une production en série plus efficace.
Les conditions de vie et de travail dans les entreprises industrielles et leur environnement sont, en règle générale, des plus mauvaises au XIXe siècle. Les ouvriers connaissent généralement les conditions misérables des ghettos et bidonvilles, ayant à peine de quoi vivre, sans couverture sociale, et sont menacés par le chômage. Déjà quelques années avant la révolution de Mars se produisent régulièrement des émeutes locales contre les « barons d'industrie ». Par exemple, la « révolte des tisseurs » de juin 1844 en Silésie, une révolte de la faim des tisserands de Bielawa et de Pieszyce, est considérée comme le premier soulèvement public significatif du prolétariat allemand, même s'il est réprimé en quelques jours par les troupes prussiennes. La bourgeoisie aisée se voit, elle aussi, de plus en plus freinée dans son développement. En raison de la politique douanière des principautés, les possibilités de libre-échange sont très limitées. Dans les États allemands également, les aspirations à une libéralisation de l'économie et du commerce se font entendre de plus en plus dans les premières décennies du XIXe siècle. Le 22 mars 1833 est fondé le Zollverein qui facilite le commerce entre les pays allemands. Cependant, à la fin des années 1830, l'essor économique global ne profite que peu aux couches de population les plus pauvres.

### Contexte politique

#### Congrès de Vienne et début de la Restauration

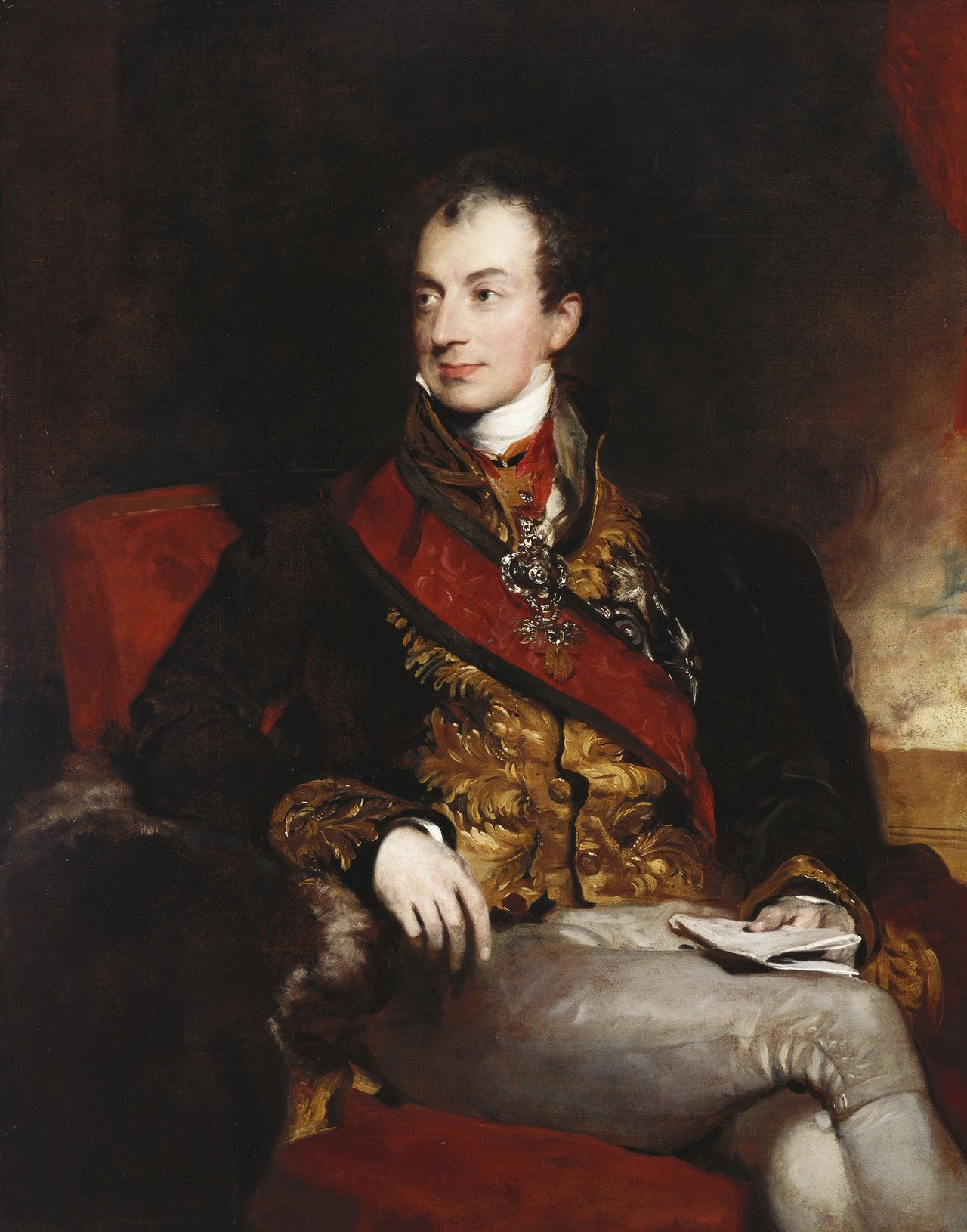
Le chancelier von Metternich (1773-1859).

La révolution de Mars a pour moteur l'opposition à la politique de restauration en vigueur depuis le congrès de Vienne de 1815, aux traités qui ont suivi, tels le recès de Francfort en 1819 et aux décrets de Carlsbad ; restauration principalement incarnée par le diplomate et chancelier autrichien réactionnaire Klemens Wenzel von Metternich.
Cette politique de restauration a été décidée par la plupart des États européens lors du congrès de Vienne le 9 juin 1815(juste avant la défaite de la bataille de Waterloo, fatale à Napoléon Bonaparte le 18 juin 1815), et doit restaurer les rapports politiques de la « société d'Ancien Régime » en Europe, tels qu'ils sont avant la Révolution française de 1789. Cela implique un réenracinement traditionnel autour de valeurs nobles plutôt qu'un pouvoir au main de la bourgeoisie mue par la richesse. Cet enracinement a un corollaire anti nationaliste en promouvant l'autonomie régionale des différents États germaniques, en opposition avec la politique d'unification nationaliste apparues durant la Révolution française et le Ier Empire,.

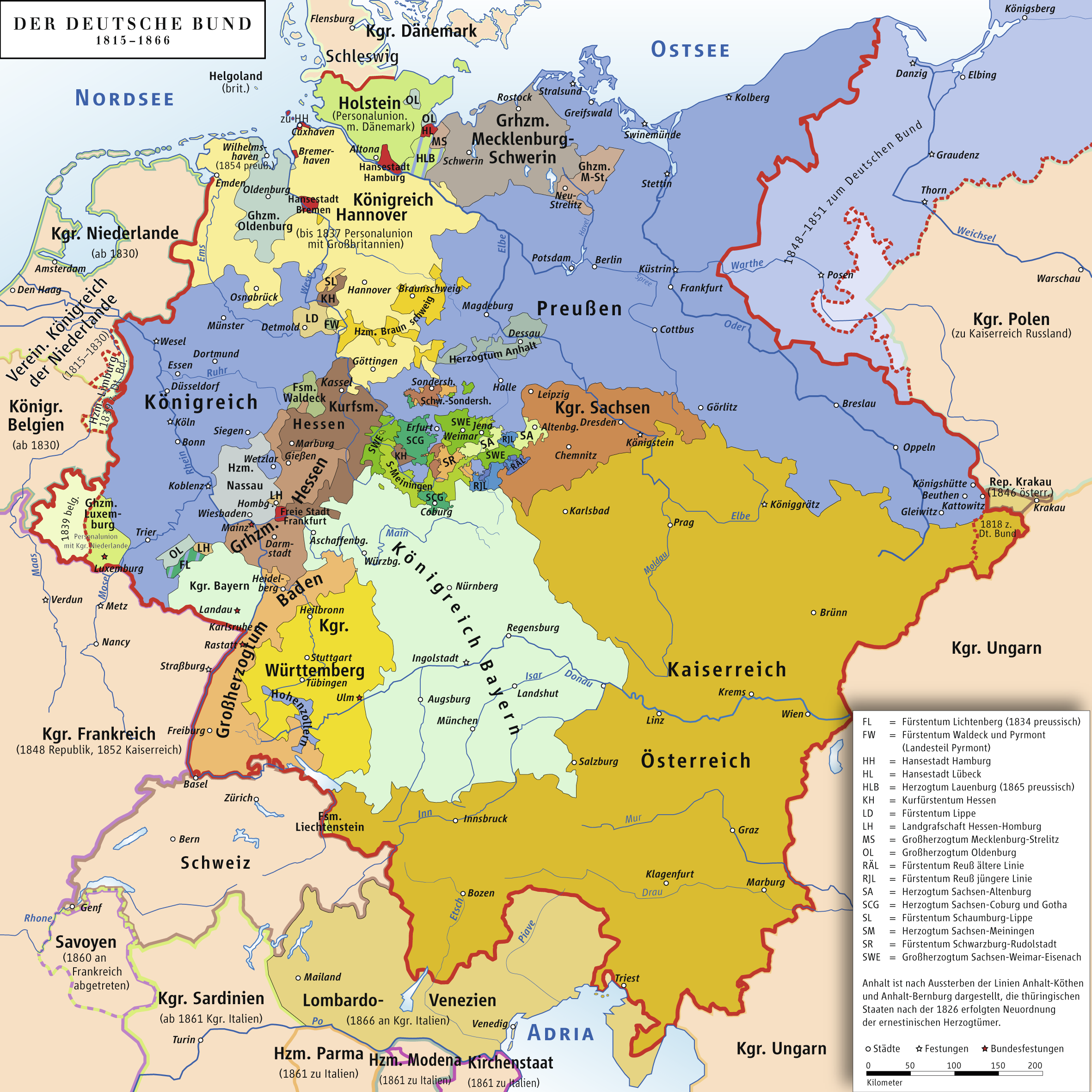
Carte politique de la Confédération germanique (1815-1866) et ses trente-neuf États fondateurs.

Sur le plan de la politique intérieure, dans le cadre de la restauration, les exigences de réformes libérales ou d'unification nationale sont étouffées, les mesures de censure renforcées et la liberté de la presse très diminuée. Ainsi en décembre 1835, les œuvres de la Jeune-Allemagne, un groupe de jeunes écrivains révolutionnaires, sont censurées ou interdites. D'autres poètes sociocritiques ou nationalistes sont censurés, et pour certains contraints à l'exil, notamment vers la France ou la Suisse. C'est le cas par exemple d'Heinrich Heine, de Georg Herwegh, de Georg Büchner (auteur du libelle « Le Messager des campagnes hessoises » (Der Hessische Landbote) dont le mot d'ordre est « Paix aux chaumières, guerre aux palais ! » (Friede den Hütten, Krieg den Palästen!),, ou encore d'August Heinrich Hoffmann von Fallersleben (qui écrit le chant patriotique Deutschlandlied).

#### Fête de la Wartbourg et décrets de Carlsbad
Les Burschenschaften (sociétés étudiantes) de cette époque exigent l'unité nationale ainsi que la reconnaissance de droits démocratiques. Le 18 octobre 1817, elles se réunissent massivement à proximité du château de la Wartbourg à l'occasion du quatrième anniversaire de la bataille de Leipzig et du 300e anniversaire de la réforme protestante de Martin Luther. C'est pendant cette fête de la Wartbourg qu'elles défendent avec véhémence leur revendication d'unité allemande, recourant à des autodafés : des participants brûlent des œuvres d'écrivains réactionnaires qualifiées d'anti-allemandes, comme la Deutsche Geschichte d'August von Kotzebue, le Code Napoléon, ou encore des œuvres d'auteurs juifs comme la Germanomanie de Saul Ascher, une condamnation du nationalisme allemand,,.
Heinrich Heine, aux opinions démocrates, est néanmoins réservé à l'égard du nationalisme exacerbé des Burschenschaften, et énonce à cette époque une formule prophétique et devenue célèbre « Ce n'est qu'un début. Là où on brûle des livres, on finit par brûler des hommes. » Celle-ci fait certes littéralement référence à la Reconquista espagnole dans sa pièce de théâtre Almansor, mais elle est également empreinte d'une expérience contemporaine, Heine ayant toujours été un poète critique à l'égard de son temps.

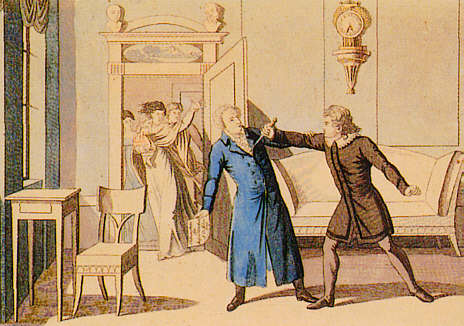
Représentation de l'assassinat de August von Kotzebue en 1819, qui est la cause des répressions par les décrets de Carlsbad (gravure sur cuivre).

Les frasques de la fête de la Wartbourg attirent l'attention des autorités sur les Burschenschaften qui subissent bientôt une répression grandissante. En 1819, cette répression prend une forme légale : les décrets de Carlsbad, en réaction à l'assassinat du poète August von Kotzebue par Karl Ludwig Sand, un nationaliste fanatique, membre d'une Burschenchaft. Malgré l'interdiction et les persécutions, les membres des Burschenschaften restent souvent actifs dans la clandestinité. Des organisations se camouflent sous une apparence apolitique, comme le mouvement gymnique allemand (Turnbewegung) du « Turnvater Jahn », où on continue à la fois à développer des idées libérales inspirées des romantiques, mais aussi culturelles et nationales qui portent cependant des aspects contraires aux idées émancipatrices et à celles des Lumières. Ainsi, l'antisémitisme est très répandu dans ces groupes comme dans l'ensemble des Burschenschaften, signes précurseurs des concepts antisémites à base de préjugés racistes biologiques de la fin des années 1870, auxquels Friedrich Ludwig Jahn se reconnaît ouvert. Pendant le Vormärz, l'expression de cette haine des juifs se matérialise par les émeutes Hep-Hep de 1819. Elles commencèrent à Wurtzbourg, mais s'étendent rapidement à presque tous les États allemands. Ces émeutes dirigées contre l'émancipation des Juifs en général et contre leur égalité économique en particulier, dégénèrent en bien des endroits en pogrom.

#### Révolution de 1830
En France, la révolution de Juillet de 1830, pendant laquelle la maison de Bourbon représentée par Charles X est renversée, et au cours de laquelle les forces libérales instituent le « roi des Français » (et non « roi de France ») Louis-Philippe Ier, donne aussi un élan aux forces libérales en Allemagne et dans d'autres régions d'Europe. Cela provoque dès 1830 des soulèvements dans plusieurs principautés allemandes, comme à Brunswick, en Hesse-Cassel, dans le royaume de Saxe et à Hanovre, et conduit à l'adoption de constitutions.

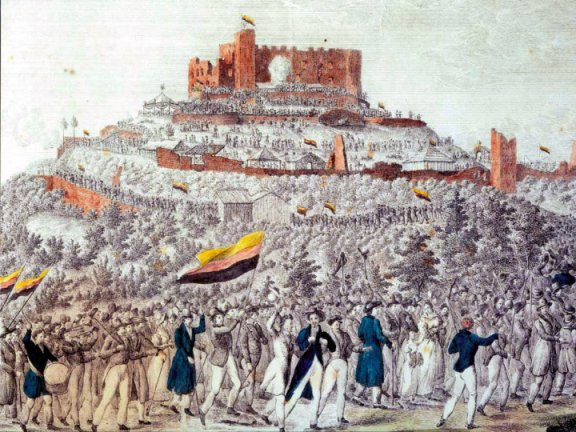
La fête de Hambach de 1832 : le défilé jusqu'au château de Hambach.

Il y a également des soulèvements en 1830 dans les États italiens ainsi que dans les provinces polonaises de l'Autriche, de la Prusse et de la Russie (royaume du Congrès) dont le but est l'autonomie d'un État national. Dans le royaume uni des Pays-Bas, la révolution belge mène au détachement des provinces du sud et à la création d'un État belge indépendant prenant la forme d'une monarchie constitutionnelle.

#### Fête de Hambach et attaque de la Garde de Francfort
Dans l'ensemble, le système de Metternich se maintient néanmoins, même si des fissures apparaissent dans de nombreux endroits. Ainsi, les décrets de Carlsbad n'empêchent pas des rassemblements spectaculaires dans la lignée de la fête de la Wartbourg, comme la fête de Hambach en 1832, pendant laquelle on arbore des drapeaux républicains tricolores, noir, rouge et or pourtant interdits (comme déjà en 1817 lors de la fête de la Wartbourg,).

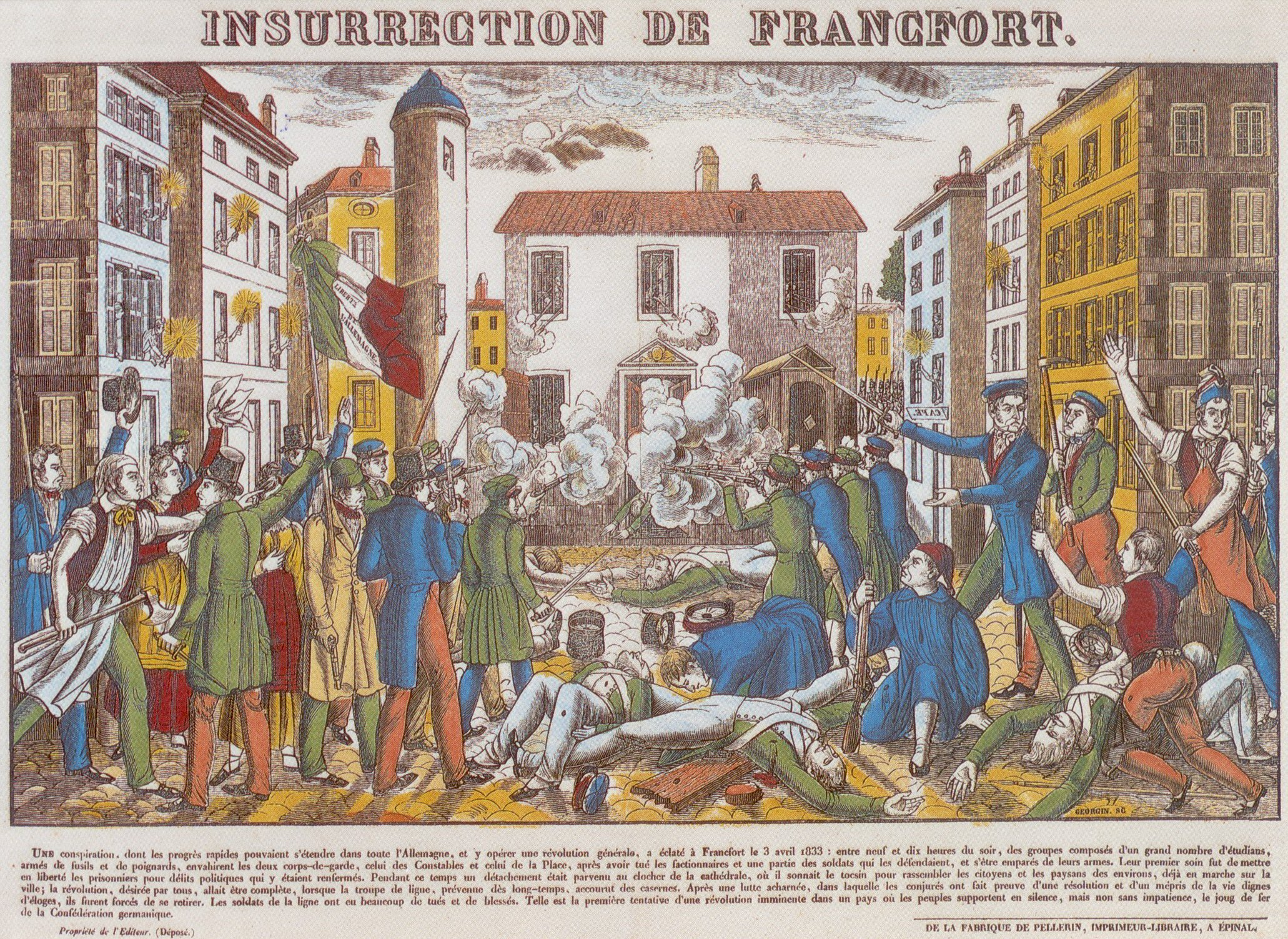
Insurrection de Francfort, gravure de François Georgin.

L'attaque de la Garde de Francfort du 3 avril 1833 est la première tentative, menée par une cinquantaine d'étudiants, de déclencher une révolution dans toute l'Allemagne. L'action vise le siège du Bundestag situé à l'époque à Francfort-sur-le-Main et considéré par les démocrates comme un instrument de la politique de restauration. Après la neutralisation des deux postes de police de Francfort, les insurgés veulent capturer les envoyés des princes et ainsi favoriser le soulèvement de toute l'Allemagne. Révélée avant même de commencer, l'action tourne court, dès le début, après un échange de coups de feu qui fait quelques morts et blessés.

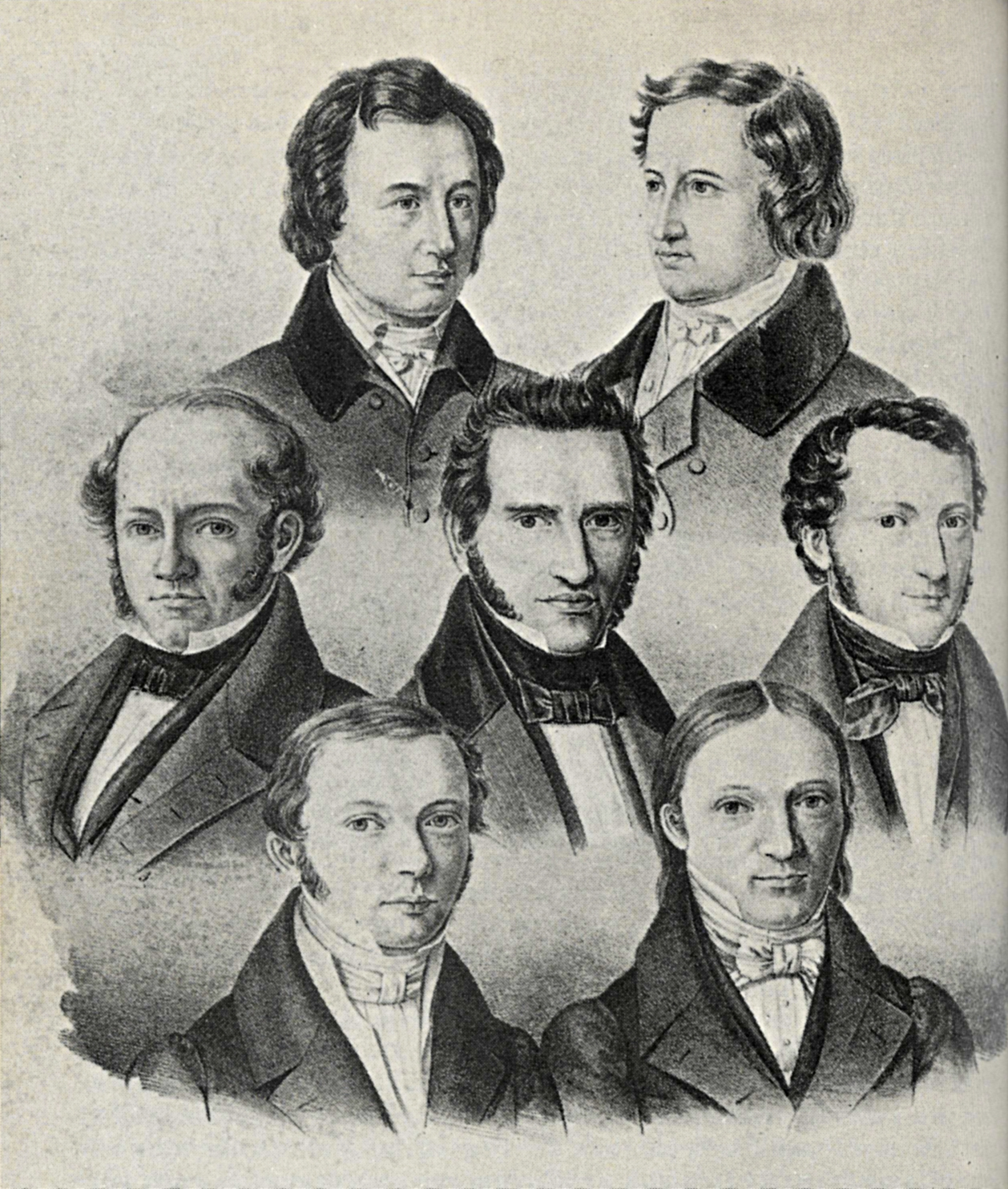
Les Sept de Göttingen. De gauche à droite et de haut en bas : (1) Wilhelm Grimm (2) Jacob Grimm (3) Wilhelm Eduard Albrecht (4) Friedrich Christoph Dahlmann (5) Georg Gottfried Gervinus (6) Wilhelm Eduard Weber (7) Heinrich Ewald. Lithographie de Carl Rohde, 1837.

En Italie, en 1831, le révolutionnaire et patriote Giuseppe Mazzini fonde la société secrète Giovine Italia (Jeune Italie). Elle donne naissance à d'autres sociétés en Europe comme Junges Deutschland (Jeune-Allemagne) ou « Jeune Pologne ». Ensemble elles forment en 1834 la société secrète supranationale Giovine Europa (Jeune Europe).
En 1834, Georg Büchner et Friedrich Ludwig Weidig diffusent clandestinement le libelle Le Messager des campagnes hessoises (Der Hessische Landbote) avec le mot d'ordre « Paix aux chaumières, guerre aux palais ! » (Friede den Hütten, Krieg den Palästen!) dans le grand-duché de Hesse. En 1837, la lettre de protestation solennelle des Sept de Göttingen (groupe de professeurs d'université, libéraux notables, parmi lesquels on comptait les frères Grimm) contre la révocation de la constitution du royaume de Hanovre, trouve un écho dans toute la Confédération germanique. Les professeurs sont renvoyés et certains expulsés du pays,.

#### Guerre du Sonderbund et veille de la révolution de Mars
En 1847, la guerre du Sonderbund éclate en Suisse qui est une confédération d'États peu solidaires et politiquement très hétérogènes, avant que la constitution fédérale de 1848 la transforme en un État fédéral libéral,.
Les libéraux et démocrates des États allemands aspirent à la mise en place de libertés politiques par le biais de réformes démocratiques ainsi qu'à l'unité nationale des principautés au sein de la Confédération germanique. Ils soutiennent particulièrement les idées du libéralisme,.

## Déroulement

### Prémices

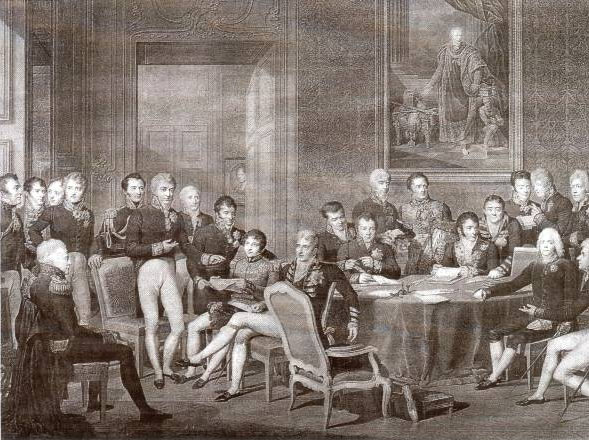
Le congrès de Vienne - gravure d'après un dessin de Jean-Baptiste Isabey, 1819.

Le facteur déclencheur de la révolution de Mars est la révolution française de 1848, à partir de laquelle l'étincelle révolutionnaire se propage rapidement aux États allemands limitrophes,. Les événements aboutissent en France à la destitution du roi Louis-Philippe Ier qui s'éloigne de plus en plus des idées libérales et à la proclamation de la Deuxième République, ce qui amorce une agitation révolutionnaire qui tient le continent en haleine pendant plus d'un an et demi. Des mouvements analogues se développent dans le pays de Bade, le royaume de Prusse, l'Empire d'Autriche, l'Italie du Nord, le royaume de Hongrie, le royaume de Bavière et le royaume de Saxe, tandis que se produisent des soulèvements et des rassemblements revendicatifs dans d'autres États et principautés. À la sortie de l'assemblée populaire de Mannheim du 27 février 1848, pendant laquelle les « revendications de Mars » sont formulées pour la première fois, les principales revendications de la révolution en Allemagne consistent en « 1. Armement du peuple avec libre élection des officiers, 2. Liberté de la presse inconditionnelle, 3. Cour d'assises selon l'exemple anglais, 4. Établissement immédiat d'un parlement allemand,. » Les droits fondamentaux avec les « exigences du peuple » sont exigés durant l'assemblée d'Offenbourg de 1847 du 12 septembre, où les politiciens badois radicaux-démocrates s'assemblent. Le 10 octobre suivant, lors de la réunion d'Heppenheim, les libéraux modérés rédigent leur programme politique.
Dans certains pays de la Confédération germanique, comme les royaumes de Wurtemberg et de Hanovre, ou le grand-duché de Hesse, les princes cèdent rapidement au profit de ministères de Mars d'orientation libérale, qui répondent en partie aux exigences révolutionnaires, en instituant notamment des cours d'assises, en abolissant la censure de la presse et en libérant les paysans,. Cependant, il ne s'agit souvent que de simples promesses. Ces concessions rapides aux révolutionnaires permettent à ces pays de connaître des années 1848 et 1849 relativement pacifiques,.
Au Danemark également, le roi Frédéric VII de Danemark cède sans qu'aucun coup de feu ne soit tiré.
Dès mai et juin 1848, les maisons princières affirment de plus belle leur volonté de restauration, si bien que les révolutionnaires des pays de la Confédération germanique se raidissent dans la défensive. Au même moment, la défaite à Paris des insurgés des journées de Juin constitue une victoire décisive pour la contre-révolution. Elle influence fortement la suite de la révolution de Février en France ainsi que les événements révolutionnaires dans toute l'Europe. Ce soulèvement des ouvriers parisiens en juin 1848 marque aussi historiquement la scission entre le prolétariat et la bourgeoisie révolutionnaire.

### Repères chronologiques
Il est difficile d'établir un déroulement chronologique de la révolution dans son ensemble, car les événements ne peuvent pas toujours être mis en relation de manière univoque.

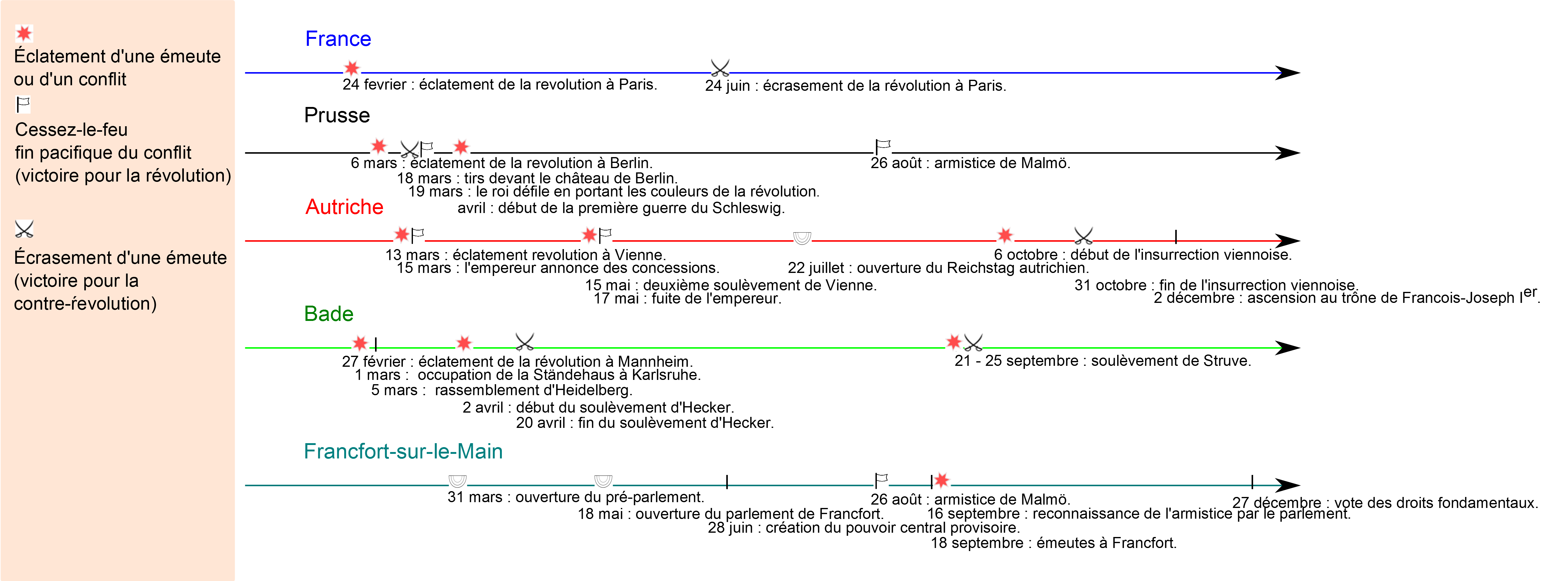
Frise chronologique de la révolution de Mars en 1848 pour la France, la Prusse, l'Autriche, le Grand-Duché de Bade et Francfort.

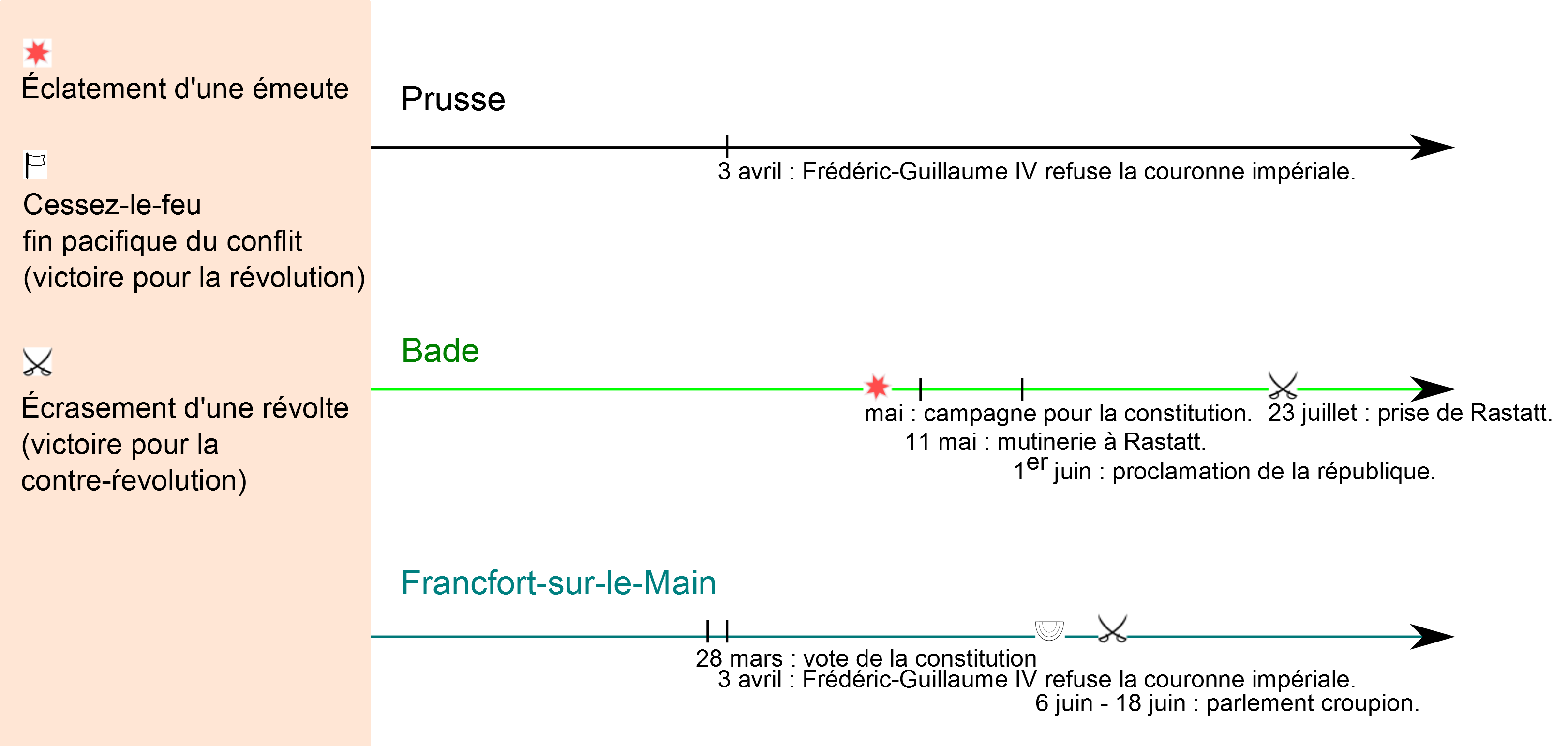
Frise chronologique de la révolution de Mars en 1849.

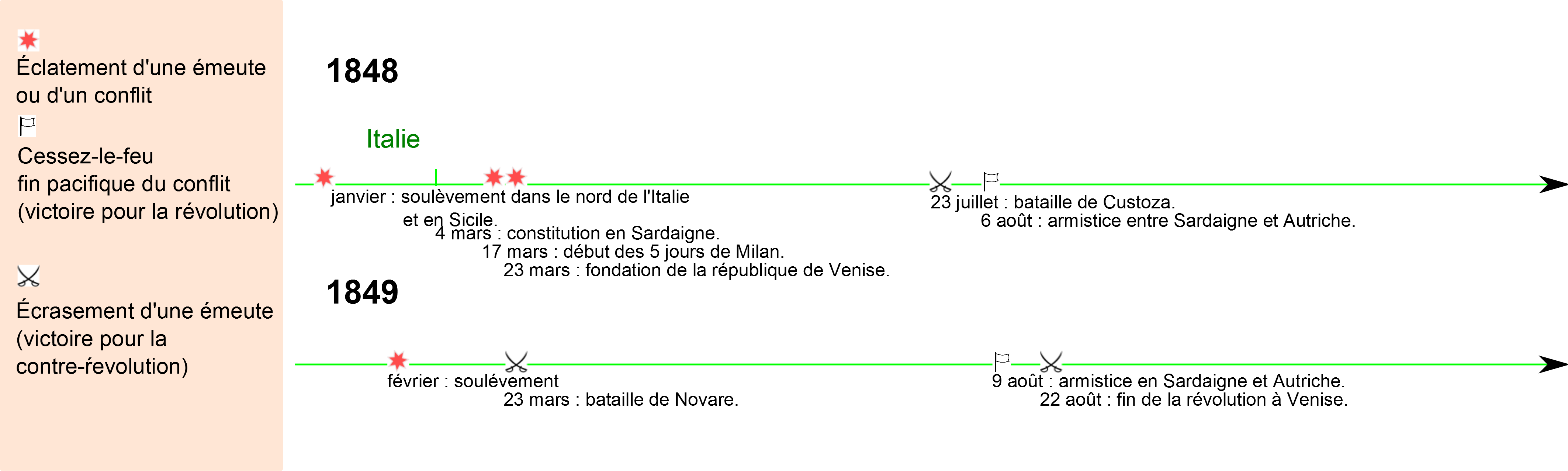
Frise chronologique de la révolution en Italie.

La révolution de 1848 en Europe.

### Fin
La prise de Rastatt par les troupes prussiennes, le 23 juillet 1849 marque la fin de la révolution badoise et est traditionnellement considérée comme étant le point final de la révolution allemande de 1848-1849.

## Théâtres de la révolution de Mars

### Grand-duché de Bade

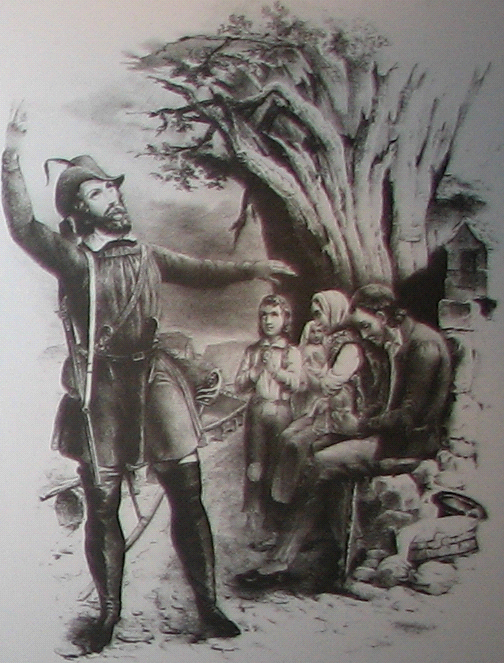
Représentation idéalisée de Friedrich Hecker (1811-1881).

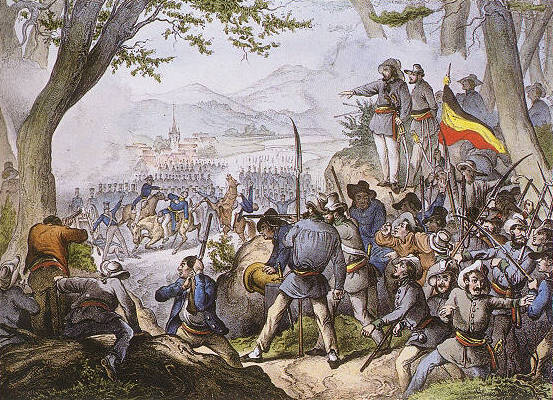
Lithographie contemporaine du combat de Kandern, depuis la perspective des révolutionnaires.

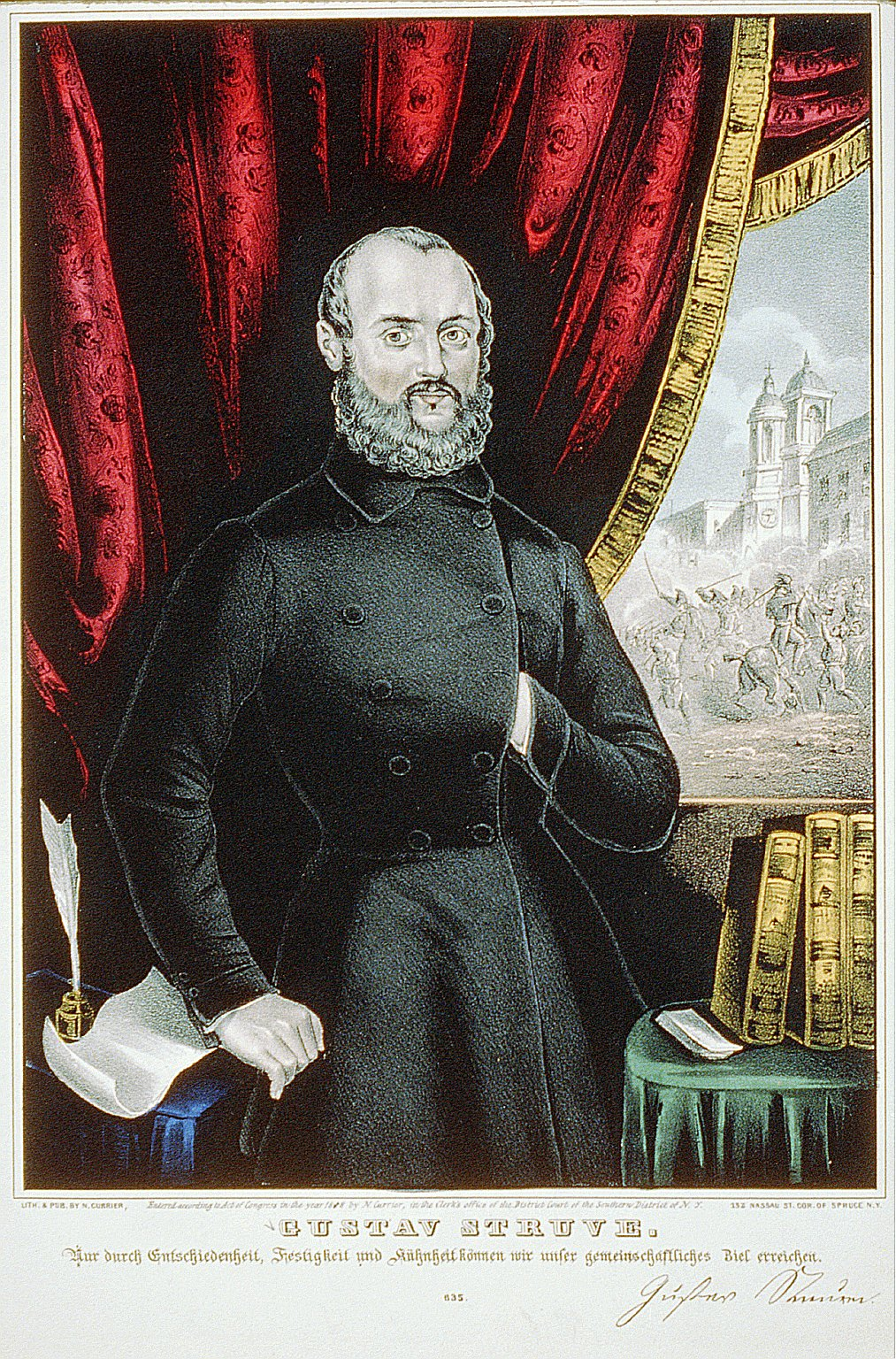
Gustav Struve (1805-1870).

Le 27 février 1848, une assemblée populaire se forme à Mannheim qui, par ses revendications, pose les bases de la révolution à venir. Parmi les révolutionnaires badois, c'est l'aile radicale-démocrate, assez représentative du mouvement, qui réclame les changements les plus extrêmes.
Menés par les avocats Friedrich Hecker et Gustav Struve, les révolutionnaires exigent entre autres la création d'une souveraineté populaire de fait, l'abolition des privilèges, la fin de la censure, l'armement du peuple et un impôt sur le revenu progressif ; exigences qui sont reprises ailleurs par tous les mouvements sociaux-révolutionnaires et socialistes. Le 1er mars, la Ständehaus du parlement de Bade à Karlsruhe est occupée.
Struve et Hecker, en tant que représentants de l'aile gauche au pré-parlement de Francfort (qui doit préparer l'élection d'un parlement chargé de la rédaction d'une constitution) exigent une république allemande fédérative qui conduit à des changements politiques et sociaux. Un programme représentatif publié par Struve est cependant refusé par la majorité du pré-parlement.
Le 2 avril, Hecker et Struve prennent la route en essayant de promouvoir leurs idées en chemin. En Allemagne du sud-ouest, leur action est appelée « soulèvement d'Hecker ». Ainsi à Constance, ils prétendent avoir proclamé la république le 12 avril 1848 avec le professeur de faculté de Bonn Gottfried Kinkel et d'autres sympathisants ; cependant, aucun des trois journaux de Constance ne mentionne le discours en question. Le cortège d'Hecker, composé d'environ 1 200 hommes, se met en route vers le fossé rhénan, où il veut fusionner avec un cortège, dit « Légion des démocrates allemands », mené par le poète révolutionnaire de gauche Georg Herwegh et sa femme Emma qui joue le rôle d'éclaireuse ; tout cela en vue de marcher sur la capitale badoise Karlsruhe et ainsi d'étendre à partir de là la république à tout le grand-duché de Bade. Mais les deux groupes sont en peu de temps vaincus et dispersés par l'armée régulière : celui d'Hecker le 20 avril 1848 dans un combat à Kandern et celui de Herwegh, une semaine plus tard, à Dossenbach. Hecker parvient à s'exiler aux États-Unis,.
En septembre 1848, à Lörrach, une nouvelle insurrection menée par Gustav Struve échoue également. Avec ses partisans, il tente de proclamer la république le 21 septembre, mais est défait dès le 24. La suite du développement révolutionnaire du grand-duché de Bade se réduit aux algarades au parlement de Francfort. Struve est arrêté et condamné à une peine d'emprisonnement avec quelques autres révolutionnaires lors d'un procès pour haute trahison, et n'est libéré que lors des troubles de mai 1849.
En mai 1849, après l'échec du parlement à Francfort, il y eut de nouveaux soulèvements dans des États allemands, dont le grand-duché de Bade, appelés les « soulèvements de mai ». Les démocrates veulent ainsi obtenir par la force, dans une constitution impériale, la reconnaissance de leurs gouvernements respectifs.
Le 11 mai, la garnison badoise se mutine dans la forteresse de Rastatt. Peu de temps après, le grand-duc Léopold Ier de Bade fuit en Alsace-Lorraine. Le 1er juin 1849, un gouvernement provisoire dirigé par le politicien libéral Lorenz Brentano prend le pouvoir. Cela mène à des combats contre des troupes de la Confédération et l'armée prussienne sous les ordres du « prince de la mitraille, » Guillaume de Prusse, le futur empereur allemand Guillaume Ier. L'armée révolutionnaire badoise cède devant la supériorité des troupes prussiennes,.
En juin 1849, les révolutionnaires badois sont sous les ordres du général révolutionnaire polonais Ludwik Mierosławski, un stratège et un soldat expérimenté de la révolution. Au cours de la révolution de Mars, il a déjà conduit des soulèvements en Pologne dont, en 1848, le soulèvement de la province de Posnanie contre la domination prussienne. Mierosławski abandonne cependant dès le 1er juillet 1849 le commandement des troupes révolutionnaires badoises ; il est déçu par l'attitude frileuse du gouvernement de Brentano, qui mise sur des négociations et retarde l'armement général du peuple. Cela mine le moral des troupes, Mierosławski conclut que la situation militaire ne permet pas la victoire de la république badoise,.
Aux côtés des révolutionnaires badois, le socialiste Friedrich Engels participe aussi aux combats. En 1848-1849, Engels est rédacteur de la Nouvelle Gazette rhénane (Neue Rheinische Zeitung) publiée par Karl Marx, ainsi qu'un observateur critique et sympathisant de la révolution. Un an auparavant, en février 1848, Engels a publié avec Karl Marx le Manifeste du parti communiste. Wilhelm Liebknecht, le futur cofondateur du Parti ouvrier social-démocrate (SDAP), est également adjudant de Gustav Struve et actif aux côtés des révolutionnaires.
Le 23 juillet 1849, la forteresse de Rastatt tombe après trois semaines de siège, ce qui met un terme à la révolution badoise. 23 révolutionnaires sont exécutés, d'autres comme Gustav Struve, Carl Schurz ou Lorenz Brentano sont purement exilés. En tout, environ 80 000 Badois quittent leur pays après la révolution, c'est-à-dire environ 5 % de la population.
La caractéristique majeure de la révolution badoise, par opposition aux autres soulèvements de la Confédération germanique, est la fermeté avec laquelle la revendication d'une république démocratique est défendue. En effet, dans les commissions et les parlements révolutionnaires des autres principautés de la Confédération germanique, une monarchie constitutionnelle héréditaire est privilégiée.

### Territoires sous domination prussienne

#### Prusse

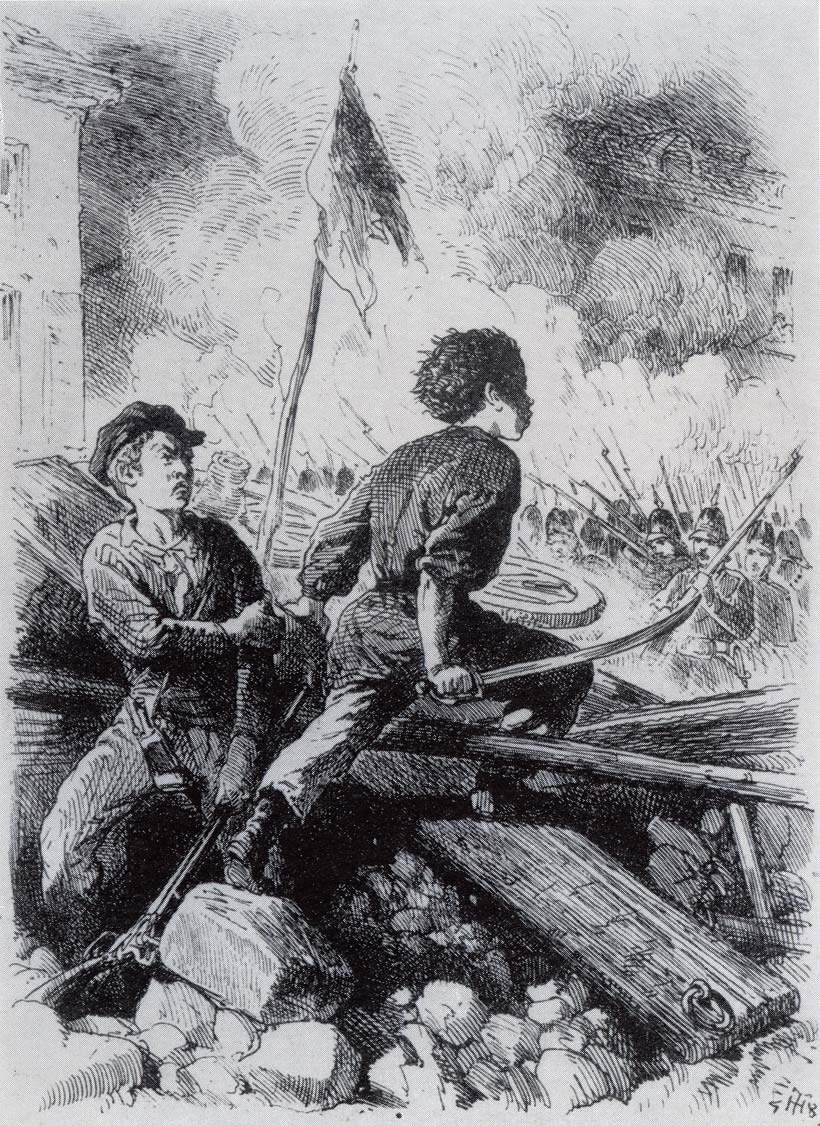
De jeunes combattants sur les barricades, en 1848 à Berlin.

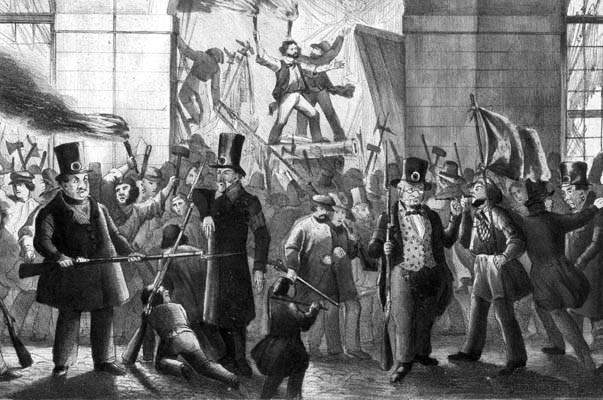
Caricature de l'attaque de l'arsenal de Berlin.

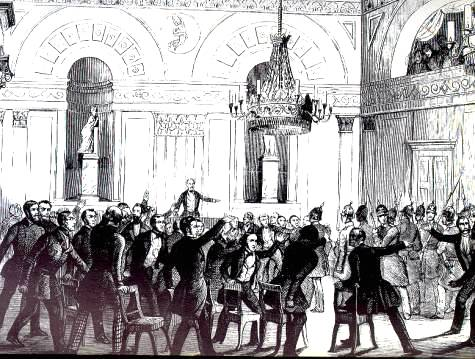
La dissolution de l'assemblée nationale prussienne, représentation contemporaine (novembre 1848).

Sous la pression des événements révolutionnaires ayant lieu à Berlin depuis le 6 mars 1848, le roi Frédéric-Guillaume IV de Prusse fait des concessions dans un premier temps. Il consent à la mise en place d'un Landtag, à introduire la liberté de la presse, à supprimer les barrières douanières et à réformer la Confédération germanique. Le 18 mars, après la lecture de la loi en question, deux tirs surviennent des rangs de l'armée et dispersent des milliers de citoyens qui sont réunis sur la place du château de Berlin. Cela provoque d'abord un mouvement de panique puis des combats sur les barricades et dans les rues de Berlin entre les révolutionnaires et l'armée régulière prussienne ; les rebelles réussissent dans un premier temps à l'emporter. Le 19 mars, les troupes sont retirées de Berlin sur l'ordre du roi. Ces combats ont pour conséquence plusieurs centaines de morts et plus d'un millier de blessés, des deux côtés,,.

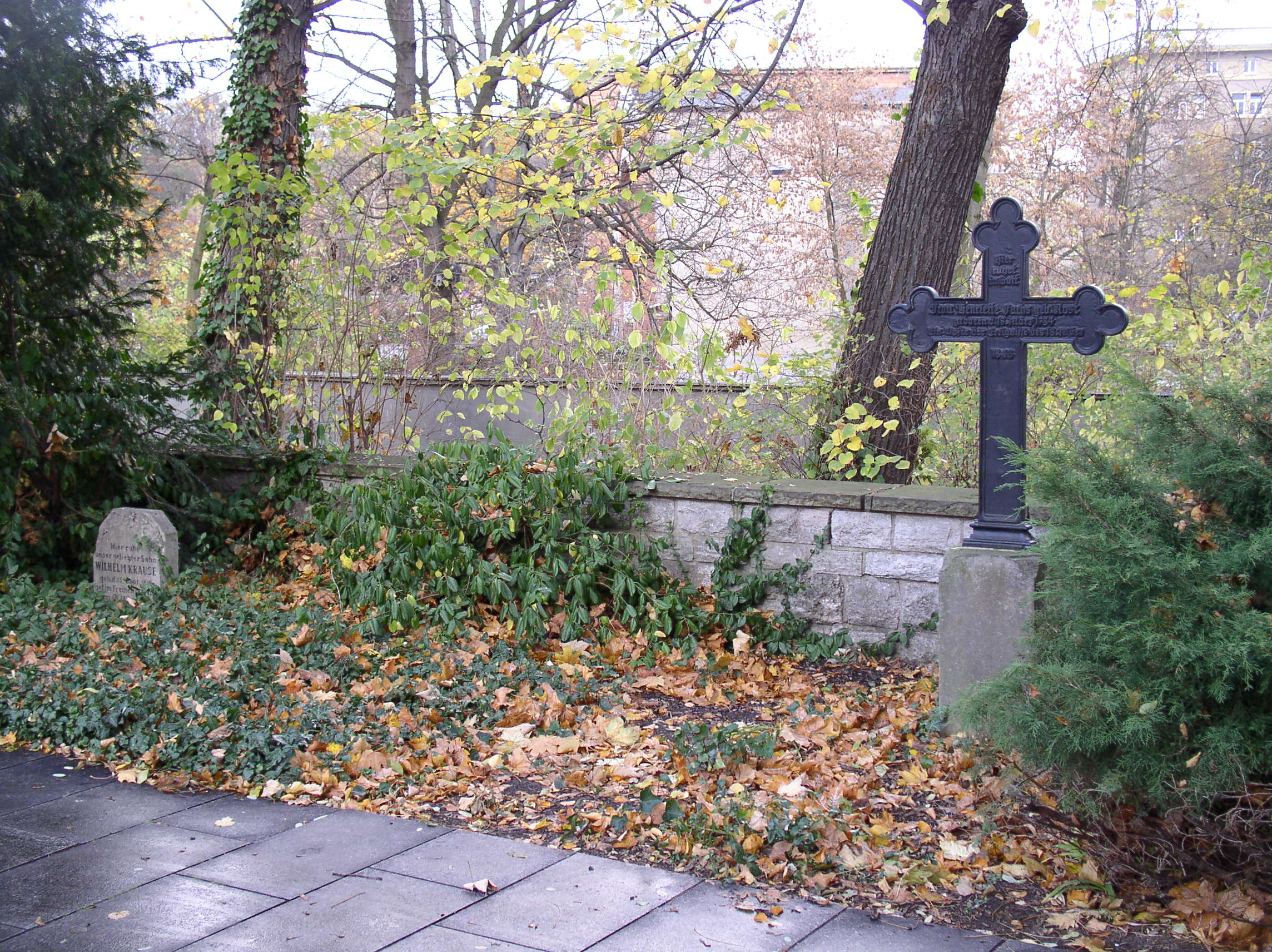
Le cimetière des victimes de Mars, dans le quartier Berlin-Friedrichshain.

Au vu du nombre des victimes, le roi honore les révolutionnaires tués. Le 19 mars, il s'incline devant les corps exposés des « victimes de Mars » (Märzgefallenen), avant qu'ils ne soient enterrés le 22 mars au « cimetière des victimes de Mars », et il se montre en public avec un bandeau aux couleurs de la révolution (noir, rouge et or). Cette manœuvre sert surtout à gagner du temps : en utilisant le vocabulaire des révolutionnaires et en allant dans leurs sens, il s'assure de calmer une révolution aux conséquences incertaines. Dans un appel à « Mon peuple et la nation allemande », il promit la dissolution de la Prusse dans l'Allemagne. Le 29 mars 1848, un ministère de Mars libéral est mis en place, qui ne peut cependant pas s'imposer face à la noblesse et à l'armée. Le 20 juin 1848, le premier ministre Ludolf Camphausen présente sa démission. Son ministre des finances David Hansemann est alors chargé de former un nouveau gouvernement dont le ministre-président est Rudolf von Auerswald. Ce gouvernement dure jusqu'au 21 septembre, date à laquelle est appelé Ernst von Pfuel, militaire de formation, à la tête du gouvernement.
Fin mai 1848, lorsque les troubles se sont un peu calmés, le roi entreprend un revirement réactionnaire. Le 14 juin, avec « l'attaque de l'arsenal », le bouillonnement révolutionnaire reprend : le peuple prend les armes de l'arsenal. Le 2 novembre 1848, le général Frédéric Guillaume comte de Brandebourg est nommé ministre-président de Prusse,. Une semaine plus tard, les troupes royales entrent à Berlin. Le député conservateur Otto von Bismarck se trouve parmi les personnes qui participent activement à cette contre-révolution ; il devient plus tard ministre-président de Prusse, puis chancelier impérial de l'Empire allemand, fondé en 1871. Les négociations de l'assemblée nationale prussienne, menées depuis le 22 mai pour l'obtention d'une constitution (promise sans cesse depuis 1815 par le roi de Prusse Frédéric-Guillaume IV et ses successeurs), sont infructueuses. L'ébauche de constitution présentée en juillet 1848, la charte Waldeck, qui prévoit quelques réformes libérales-démocrates, est rejetée autant par les députés conservateurs que par le roi.
Les 10 et 15 novembre 1848, le roi fait disperser par l'armée l'assemblée nationale prussienne. Le 5 décembre, il ordonne la dissolution de l'assemblée nationale, qu'il a fait déplacer à Brandebourg et accorde le jour-même une constitution, bien en dessous des revendications de la révolution de Mars,. Le pouvoir royal reste ainsi intact. Le roi s'octroie un droit de veto suspensif contre chaque décision du Landtag prussien, aussi bien que le droit de dissoudre le parlement à tout moment. Le gouvernement prussien n'est pas responsable devant le parlement, mais seulement devant le roi. Néanmoins, la constitution dite « octroyée » contient quelques concessions libérales tirées de la charte Waldeck, qui sont cependant modifiées dans les mois suivants,.
À la fin du mois de mai 1849, l'assemblée nationale est remplacée par la deuxième chambre des députés prussienne. Un système des trois classes est mis en place, afin d'assurer la suprématie des grands propriétaires. Ce droit de vote inégalitaire reste en vigueur jusqu'en 1918,.
Cette réaction aboutit avant tout à des mouvements de protestation dans les provinces occidentales de Prusse. Dans les anciennes circonscriptions à dominante libérale ou catholique de la province de Rhénanie et de la province de Westphalie, de multiples députés démocrates sont élus à la chambre des députés prussienne. Les troupes du roi ont cependant, au plus tard en mai 1849, repris le dessus sur la révolution, avec l'échec du soulèvement d'Iserlohn en Westphalie et de celui de l'attaque de l'arsenal de Prüm en Rhénanie.

#### Posnanie et Pologne

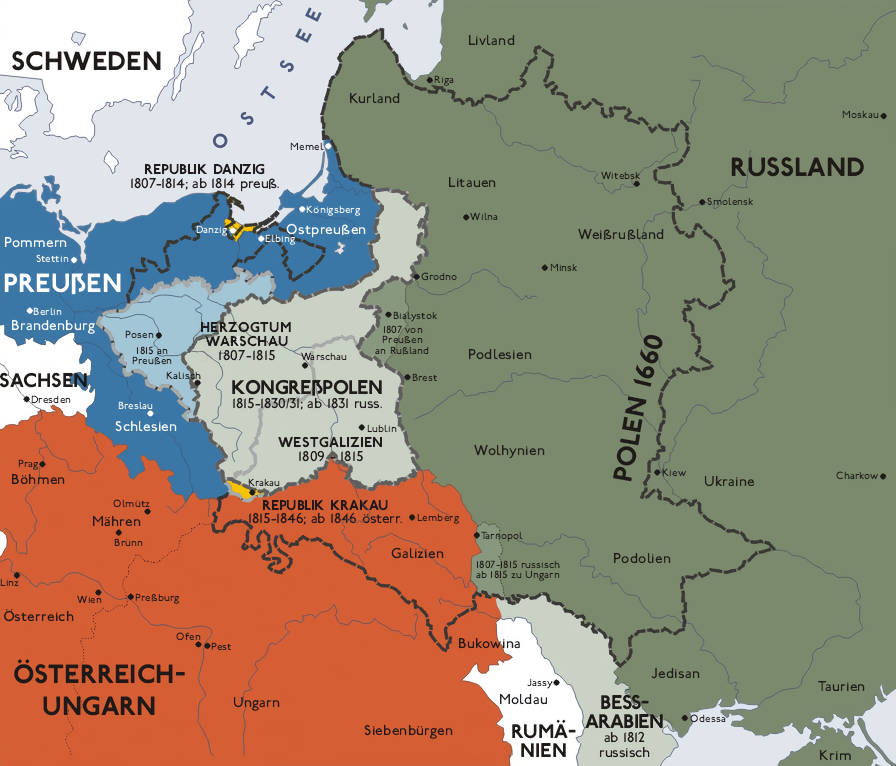
Carte représentant la division de la Pologne après le congrès de Vienne.

Le grand-duché de Posnanie, la région la plus peuplée de Pologne, est en 1848 une province prussienne. L'ancien État lituano-polonais est déjà au XVIIIe siècle le jouet politique des grandes puissances européennes. Après plusieurs partages de la Pologne entre la Russie, la Prusse et l'Autriche, l'État cesse d'exister en 1795.
Au début du XIXe siècle, il n'y a un État polonais qu'entre 1807 et 1815 en tant qu'État vassal sous protection napoléonienne : le duché de Varsovie du duc Frédéric-Auguste Ier de Saxe, qui est également roi de Saxe. Après la victoire des alliés (Russie, Prusse et Autriche) sur Napoléon Ier, le duché de Varsovie est partagé en 1815 entre la Russie et la Prusse au congrès de Vienne mais reconnaissent une obligation de garantir l'identité polonaise des habitants.
Par la suite, de plus en plus de conjurations se forment dans les régions polonaises de Russie, de Prusse et d'Autriche, ayant pour but d'établir de nouveau une Pologne autonome. À la suite de la révolution de Juillet de 1830 en France, il y a une insurrection dans la partie russe, qui est cependant un échec.

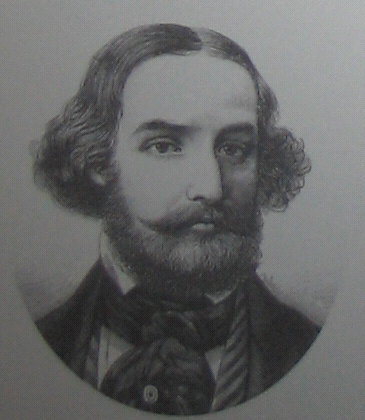
Ludwik Mierosławski (1814-1878).

En 1846, un soulèvement polonais préparé secrètement dans le grand-duché de Posnanie est découvert et étouffé dans l'œuf. Son meneur, le révolutionnaire polonais Ludwik Mierosławski, est fait prisonnier et condamné à mort en décembre 1847 au procès polonais de Berlin, mais ensuite gracié avec sept autres personnes le 11 mars 1848, et sa peine est convertie en détention à vie.
Après les combats des 18 et 19 mars 1848 à Berlin, quatre-vingt-dix révolutionnaires polonais, dont Mierosławski et Karol Libelt, sont relâchés de la prison de Moabit. Au premier stade de la révolution de Mars, qui est ressentie en Europe comme le Printemps des peuples, une attitude pro-polonaise prédomine encore parmi les révolutionnaires, qui salue et encourage les insurrections en Posnanie. Peu après sa libération, en avril et mai 1848, Mierosławski se place à la tête du soulèvement de la Posnanie contre la domination prussienne, qui est à présent ressentie comme étrangère. Le soulèvement se dirige contre l'intégration des régions majoritairement polonaises aux votes pour l'élection du parlement de Francfort, et ainsi contre l'incorporation d'une partie de la Pologne au sein d'un État national allemand. Un objectif plus lointain est la réunification de toute la Pologne. À cet égard, la révolution en Posnanie vise également la libération du royaume de Pologne, nommé Royaume du Congrès, qui est depuis 1831 une province sous la domination indirecte de la Russie.
Au cours du déroulement de la révolution en Prusse, où les forces conservatrices ont de nouveau progressivement gagné une position déterminante, l'enthousiasme initial pour la Pologne se mue en une position nationaliste. En outre, le roi de Prusse Frédéric-Guillaume IV ne veut pas risquer une guerre avec la Russie à cause du soulèvement en Posnanie. Le 9 mai 1848, l'insurrection en Posnanie est écrasée par les troupes prussiennes, largement supérieures, et Mierosławski est de nouveau arrêté. Sur intervention de la France révolutionnaire, il est amnistié peu après et expulsé en France — jusqu'à ce que, en juin 1849, il soit appelé par les révolutionnaires badois qui veulent le placer à la tête de leur armée révolutionnaire (voir ci-dessus).
Après la révolution de 1848, les Polonais de Prusse reconnaissent qu'un soulèvement violent ne conduit jamais au succès. Comme méthode pour maintenir leur cohésion nationale et en parade à la politique de germanisation de la Prusse, le « travail organique » prend une importance toujours grandissante au sein du désormais État prussien constitutionnel.

### Territoires sous domination autrichienne

#### Autriche

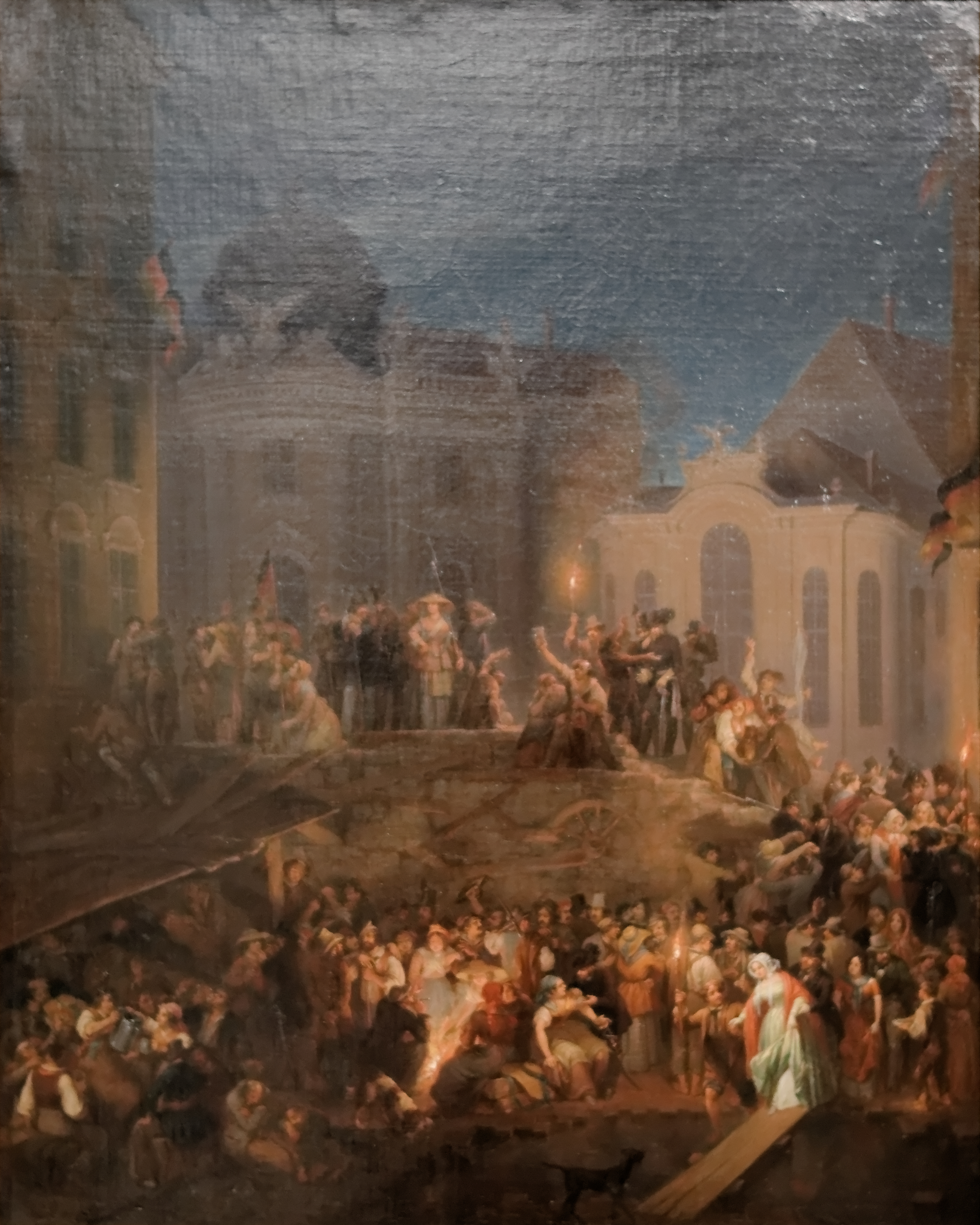
Le 25 mai, les étudiants de la Légion académique, des gardes nationaux et des ouvriers élèvent plus de 160 barricades dans le centre de Vienne. Barricade sur la Michaelerplatz dans la nuit du 26 au 27 mai 1848, toile d'Anton Ziegler, 1848.

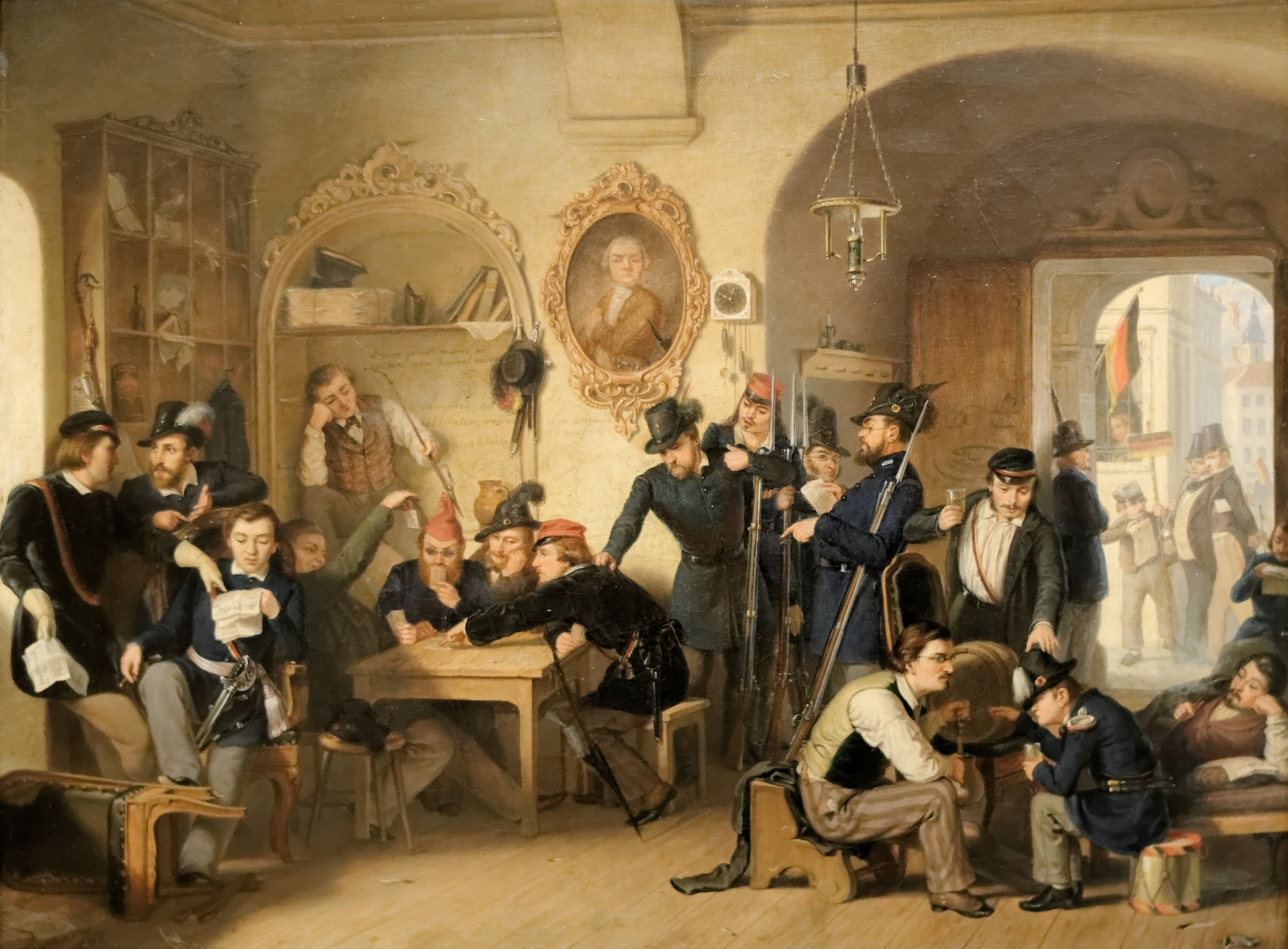
Les étudiants sont les ressorts de la révolution et l'aula de la vieille université (aujourd'hui Académie des Sciences) est de plus en plus le centre du mouvement révolutionnaire. Poste de garde des étudiants de la Légion universitaire de la vieille université en 1848, toile de Franz Schams.

Dans l'Empire des Habsbourg et l'État plurinational de l'Empire d'Autriche, la monarchie est pas menacée par de violents soulèvements en Autriche, c'est-à-dire l'État central de l'Empire, et par d'autres troubles révolutionnaires, comme en Bohême, en Hongrie et en Italie du Nord. Le royaume de Sardaigne soutient militairement les révolutionnaires. Alors que les soulèvements hongrois, bohémiens et italiens visent entre autres à l'indépendance vis-à-vis de la domination autrichienne, la révolution autrichienne a pour objectif un changement libéral et démocratique de la politique du gouvernement, et la fin de la Restauration,,.

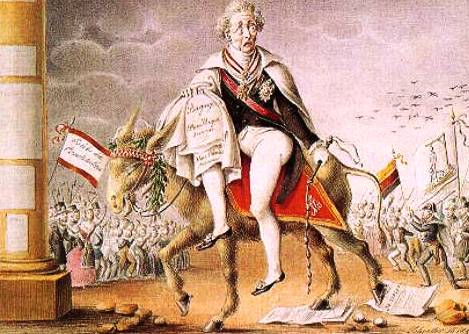
Caricature contemporaine de la fuite de Metternich (mars 1848).

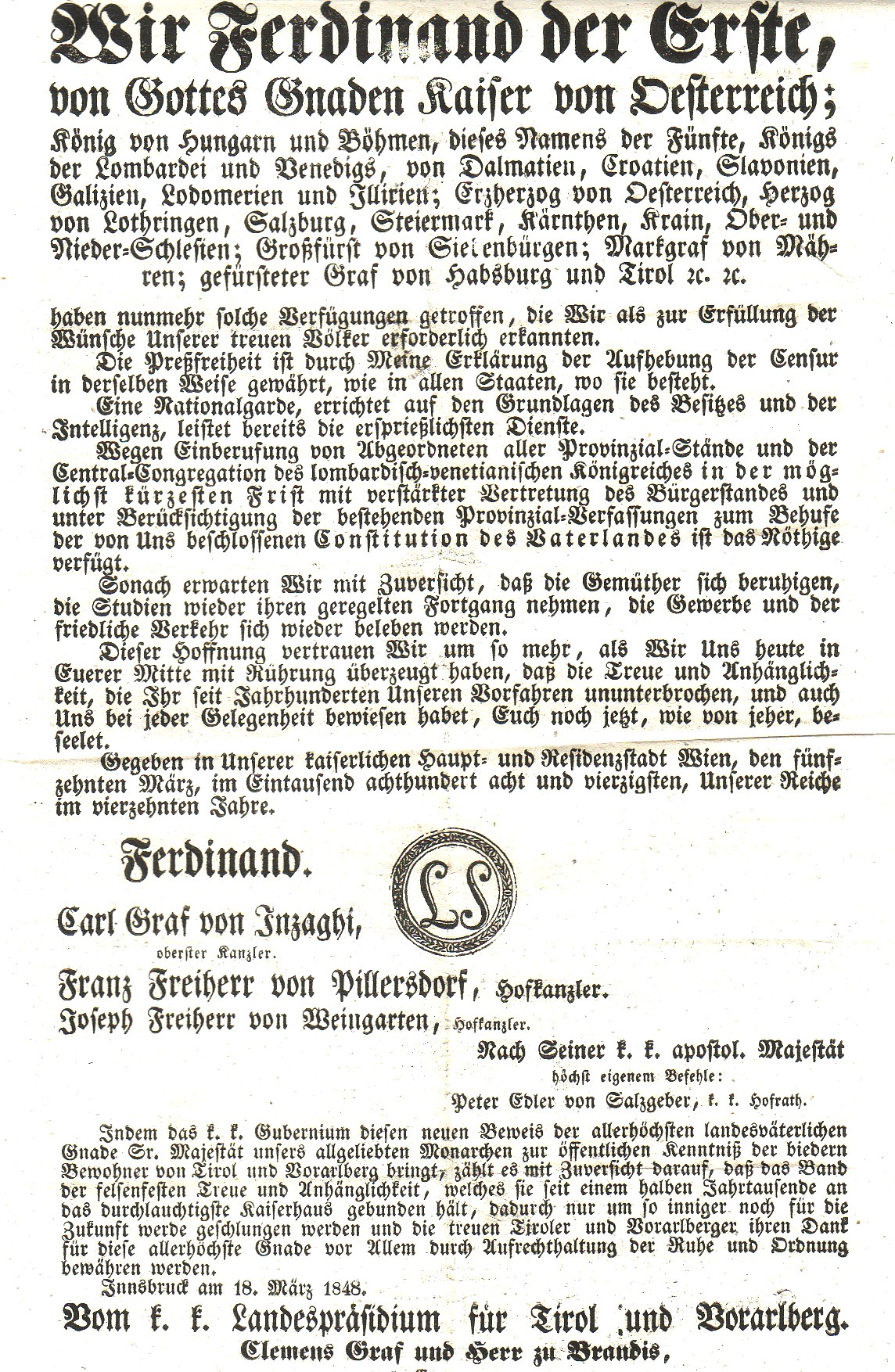
La promesse d'une Constitution de Ferdinand Ier d'Autriche du 15 mars 1848.

1847-1848 est pour l'Autriche un hiver de famine pour les plus défavorisés. Dans les milieux ouvriers également, la colère contre le système politique devient très forte. Des œuvres comme Nouveaux esclaves d'Alfred Meissner ou Pourquoi nous sommes pauvres, ainsi qu'un poème de Karl Isidor Beck donnent une image parlante de la colère et du désespoir qui règnent dans la population.
Finalement, la révolution éclate en Autriche le 13 mars 1848 avec l'attaque de la Ständehaus à Vienne et des attentats de révolutionnaires socialistes contre des magasins et des usines dans les faubourgs. La chanson Ce qui nous vient d'en haut, où « haut (Höh) » désigne la police et les casernes, devient la chanson de la révolution. Elle est chantée aujourd'hui encore par diverses fraternités d'étudiants pour commémorer la participation de la légion académique. Avant l'attaque de la Ständehaus, la colère contre le système policier et les revendications des révolutionnaires pour une transformation constitutionnelle de la monarchie et la mise en place d'une constitution dans les pays autrichiens a déjà été exprimées le 3 mars 1848 dans un discours rédigé par le chef nationaliste hongrois Lajos Kossuth.
Le soir du 13 mars, le chancelier Metternich, âgé de 74 ans, détesté par les socialistes et les réformateurs, démissionne et s'enfuit en Angleterre. Cet événement inspire notamment Hermann Rollett, qui écrit le poème Le Tilleul de Metternich.
Le 14 mars, l'empereur Ferdinand Ier d'Autriche fait ses premières concessions : il consent à l'établissement d'une garde nationale et lève la censure. Le lendemain, il précise à ce sujet qu'il a « octroyé une totale liberté de la presse » et il promet également par décret une constitution.
Le 17 mars, le premier gouvernement est formé ; son ministre de l'intérieur Franz von Pillersdorf esquisse une constitution à laquelle on donne son nom par la suite, et qui est rendue publique pour l'anniversaire de l'empereur, le 25 avril 1848. Cette constitution ne va pas assez loin selon les révolutionnaires. Le bicamérisme et le système électoral pour l'élection du Reichstag publié le 9 mai provoquent notamment l'indignation, et mènent ainsi à de nouvelles perturbations (révolution de mai). En raison de la pétition du 15 mai, cette constitution est réaménagée : le Reichstag ne doit plus être constitué que d'une seule chambre et celle-ci doit être déclarée « constituante », c'est-à-dire qu'elle a la charge d'établir une constitution définitive,. La constitution de Pillersdorf reste en vigueur de façon provisoire. L'empereur, dépassé par les émeutes qui s'intensifient, part se mettre en sécurité à Innsbruck,.
Le 22 juillet 1848, le Reichstag constituant autrichien, composé de 383 délégués venus d'Autriche et des pays slaves, est ouvert par l'archiduc Jean-Baptiste d'Autriche. On y décide, entre autres, la libération des paysans de la féodalité le 7 septembre,.
Les événements qui ont lieu en Hongrie à partir du 12 septembre 1848, pendant lesquels le soulèvement hongrois dirigé par Lajos Kossuth mène à un affrontement contre les troupes impériales puis par la suite à l'assassinat du ministre de la Guerre autrichien Theodor Baillet von Latour le 6 octobre, provoquent à Vienne la troisième phase de la révolution autrichienne, appelée insurrection viennoise d'octobre 1848. Au cours de son développement, les citoyens, étudiants et travailleurs viennois parviennent à prendre la capitale après que les troupes du gouvernement s'enfuirent. Mais les révolutionnaires ne peuvent la garder en leur pouvoir que pendant une courte période,.
Le 23 octobre, Vienne est encerclée par des troupes contre-révolutionnaires venant de Croatie, sous les ordres du Ban Josip Jelačić, et de Prague, sous les ordres du maréchal Alfred de Windisch-Graetz. Malgré la résistance farouche quoique désespérée de la population viennoise, la ville est reprise par les troupes impériales en une semaine. Quelque 2 000 insurgés sont tués. D'autres meneurs de l'insurrection viennoise d'octobre sont condamnés à mort ou à de longues peines de prison,.

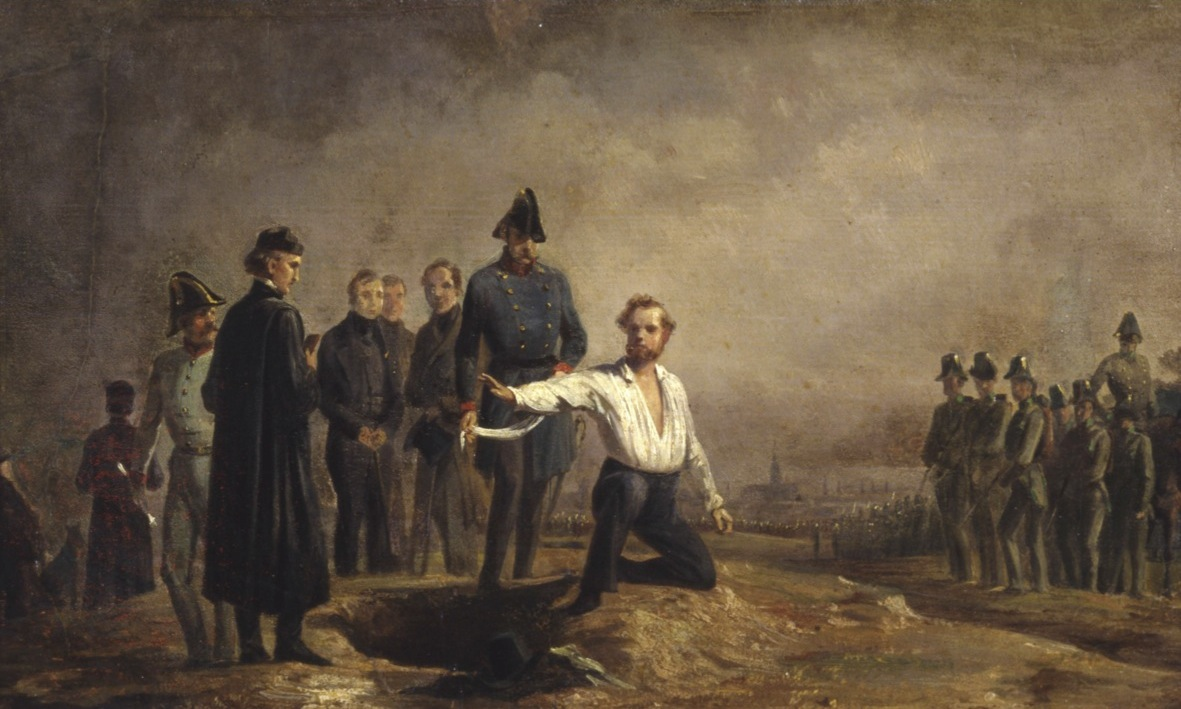
L'exécution de Robert Blum, toile de Carl Steffeck, 1848-1849.

Parmi les victimes des exécutions sommaires, figure notamment le député populaire gauche-libéral et républicain du Parlement de Francfort, Robert Blum, qui est exécuté le 9 novembre 1848 en dépit de son immunité diplomatique et est ainsi élevé au rang des martyrs de la révolution. Cet événement est repris dans la Chanson de Robert Blum qui est surtout chantée dans les États allemands en dehors de l'Autriche.
Le 2 décembre 1848, il y a en Autriche une passation du pouvoir impérial. Les événements révolutionnaires ont mis en évidence les faiblesses de l'empereur Ferdinand Ier. À l'initiative du ministre-président autrichien, le maréchal-prince de Felix zu Schwarzenberg, l'empereur Ferdinand abdique et cède le trône à son neveu âgé de 18 ans, qui prend pour nom d'empereur François-Joseph Ier d'Autriche.
C'est ainsi que la révolution en Autriche est matée. La constitution élaborée en mars n'entre jamais en vigueur. Cependant, les événements qui suivent en Hongrie et en Italie demeurent un obstacle à la prétention de François-Joseph d'imposer son pouvoir dans l'ensemble de l'Empire des Habsbourg.
L'année 1848 est marquée par l'abolition de courte durée de la censure. En conséquence, on publie une multitude d'œuvres, les magazines se multiplient puis disparaissent et la culture écrite se modifie radicalement. La Presse libre ! de Friedrich Gerhard, Le Censeur mort de Moritz Gottlieb Saphir, Police secrète de Ferdinand Sauter ou Chanson du censeur permettent de dresser un tableau de cette ambiance de renouveau. On critique aussi sévèrement le système existant. On en trouve des exemples dans certaines œuvres de Johann Nestroy comme Liberté à Krähwinkel, dans les poèmes politiques d'Anastasius Grün ou dans les écrits de Franz Grillparzer.

#### Bohême

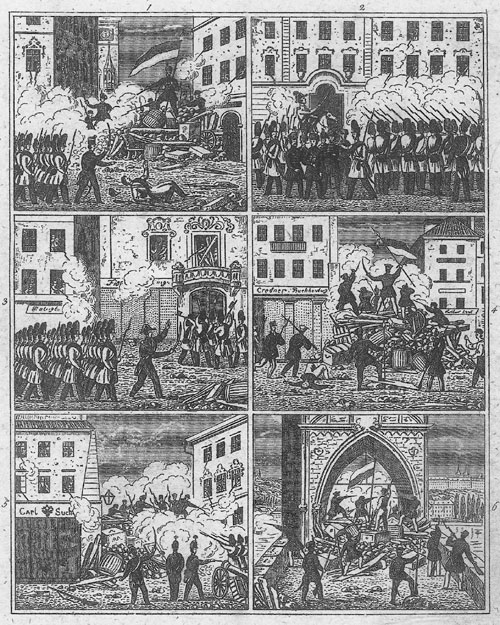
Série d'images représentant des scènes du soulèvement de Prague.

La Bohême est également touchée par la vague révolutionnaire. Le 11 avril 1848, František Palacký, l'une des figures du nationalisme tchèque, refuse de s'associer aux révolutionnaires allemands dans une lettre adressée au Parlement de Francfort. Il adopte cette position au nom de l'austroslavisme, à savoir la création d'un État confédéral dont Vienne sera la capitale. Il écrit ainsi que « si l'Empire d’Autriche n'existait pas depuis longtemps, il faudrait l'inventer, dans l'intérêt même de l'Europe et dans celui de l'humanité ». Puis, entre le 2 et le 12 juin se tient le congrès panslave auquel assistent 350 participants tchèques, polonais, moraves, croates, serbes et slovaques, sous la présidence de Palacký. Ils réclament la conversion de la « Monarchie du Danube » en un État confédéral garantissant l'égalité des droits entre les peuples.
La revendication d'un État national tchèque est expressément rejetée, les Moraves (des Allemands) craignant de se retrouver en minorité face aux Tchèques. Ils demandent seulement, à la place, des droits d'autonomie vis-à-vis du gouvernement central autrichien, et refusent l'intégration dans un État allemand. L'empereur Ferdinand Ier d'Autriche refuse strictement chacune de ces revendications. Ainsi, le 13 juin, les révolutionnaires tchèques commencent leur soulèvement à Prague contre la suprématie autrichienne. L'insurrection est écrasée le 17 juin 1848 par les troupes autrichiennes menées par Alfred de Windisch-Graetz.

#### Hongrie

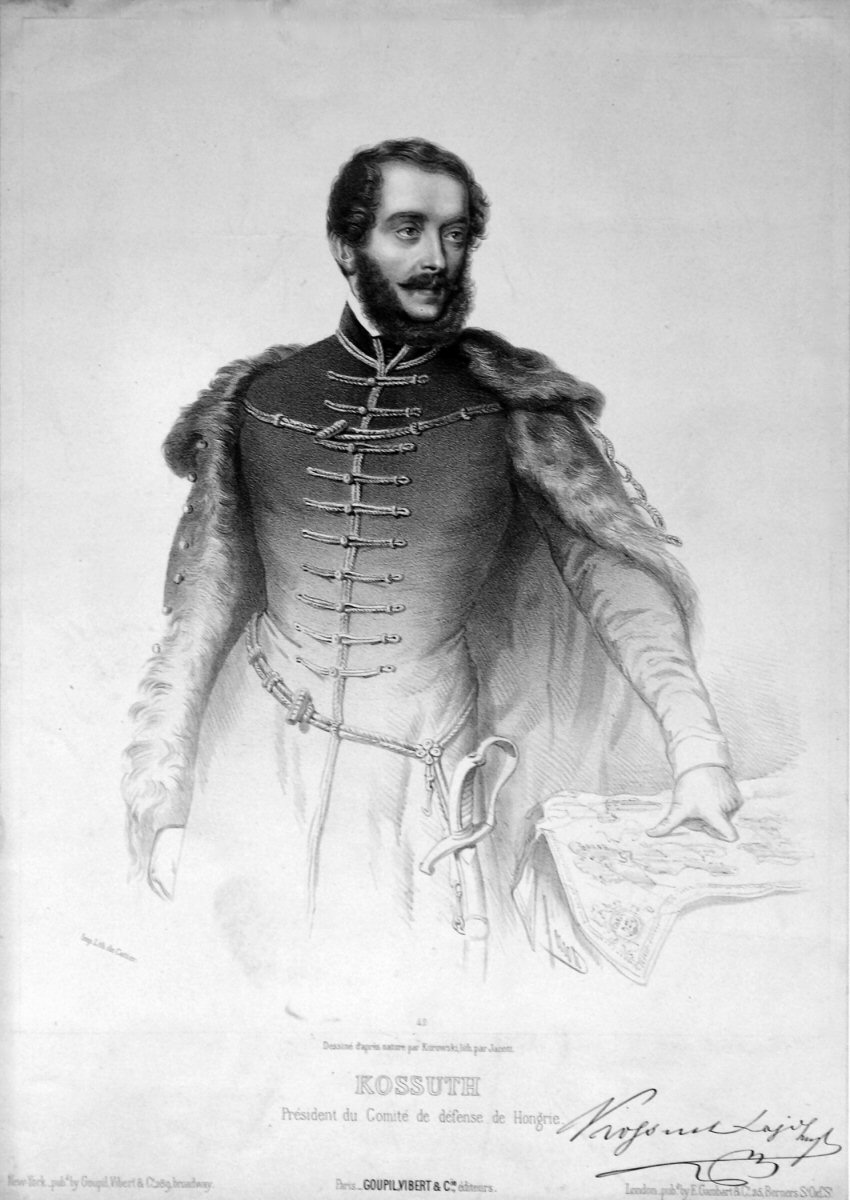
Lajos Kossuth (1802-1894), Lithographie de Jacott.

En Hongrie, les nouvelles de la révolution à Vienne arrivent le 3 mars 1848. Lajos Kossuth fait alors une déclaration devant le parlement hongrois pour réaffirmer ses revendications libérales. Le 14 mars 1848, une délégation hongroise se rend à Vienne y transmettre ses souhaits. Le lendemain, le Stadthalterbeirat (l'organe administratif suprême de la partie hongroise de l'empire d'Autriche), impressionné par 20 000 manifestants, satisfait les « douze points » de revendication des intellectuels hongrois radicaux rassemblés autour de Sándor Petőfi (notamment un ministère et un parlement hongrois indépendants de Vienne, le départ de toutes les troupes autrichiennes de Hongrie, la mise en place d'une armée nationale hongroise et la création d'une banque nationale) et fait ainsi réellement du royaume de Hongrie un État indépendant. Lajos Kossuth succède le 12 septembre 1848 au ministre-président libéral Lajos Batthyány. Les révolutionnaires hongrois empêchent, à la suite des événements révolutionnaires autrichiens, l'empereur Ferdinand Ier d'être reconnu roi de Hongrie.
Fin août, Josip Jelačić est nommé gouverneur de Croatie. Le 11 septembre, il déclare la guerre à la Hongrie. Le 29, ses troupes sont repoussées à Pákozd par les Hongrois.
Le décret impérial octroyant la constitution de Mars pour la Hongrie comme pour l'Autriche débouche le 7 mars 1849 sur un soulèvement pour l'indépendance. Afin d'écraser l'insurrection, l'armée impériale, menée par Alfred de Windisch-Graetz, marche sur la Hongrie. Mais, devant l'armée révolutionnaire renforcée par des corps franc et des émigrants polonais, elle se retire le 10 avril 1849.
Le 14 avril 1849, la Diète de Hongrie annonce son indépendance vis-à-vis de la maison de Habsbourg-Lorraine et proclame la république. Lajos Kossuth est alors nommé régent et investi des pleins pouvoirs.
Cependant, les autres États européens ne reconnaissent pas l'indépendance de la Hongrie. Ainsi, les troupes russes prêtent assistance à l'armée autrichienne et, ensemble, elles écrasent la révolution hongroise. Le 13 août 1849, les dernières unités hongroises capitulent à Világos. Dans les semaines qui suivent, plus de cent meneurs du soulèvement hongrois sont exécutés à Arad. Le 2 octobre, les derniers révolutionnaires hongrois capitulent face aux Autrichiens dans la forteresse de Komárom. Le 6 octobre 1849, au jour anniversaire de la révolution d'octobre à Vienne, l'ancien ministre-président Batthyány est exécuté à Pest,.
Lajos Kossuth, le représentant politique le plus important du mouvement de libération hongrois, s'exile en août 1849. Jusqu'à sa mort à Turin en 1894, il plaide pour l'indépendance de la Hongrie.

#### Provinces et États italiens
Au XIXe siècle, après la fin de l'hégémonie napoléonienne en Europe et dans les principautés italiennes, l'Italie est composée de différents États. Les régions d'Italie du Nord (Lombardie, Émilie (duchés de Parme et Plaisance et de Modène et Reggio), grand-duché de Toscane et république de Venise) sont sous domination autrichienne. À partir des années 1820 a lieu les soulèvements du Risorgimento, mouvement qui aspire à un État unitaire italien et s'oppose ainsi à la domination autrichienne en Italie du Nord. À la suite de la révolution de Juillet, dans les années 1830, plusieurs soulèvements sont initiés dans différentes régions italiennes par des groupes clandestins comme ceux gravitant autour des groupes radicaux-démocrates partisans du Risorgimento de Giuseppe Mazzini et Giuseppe Garibaldi, mais tous échouent.

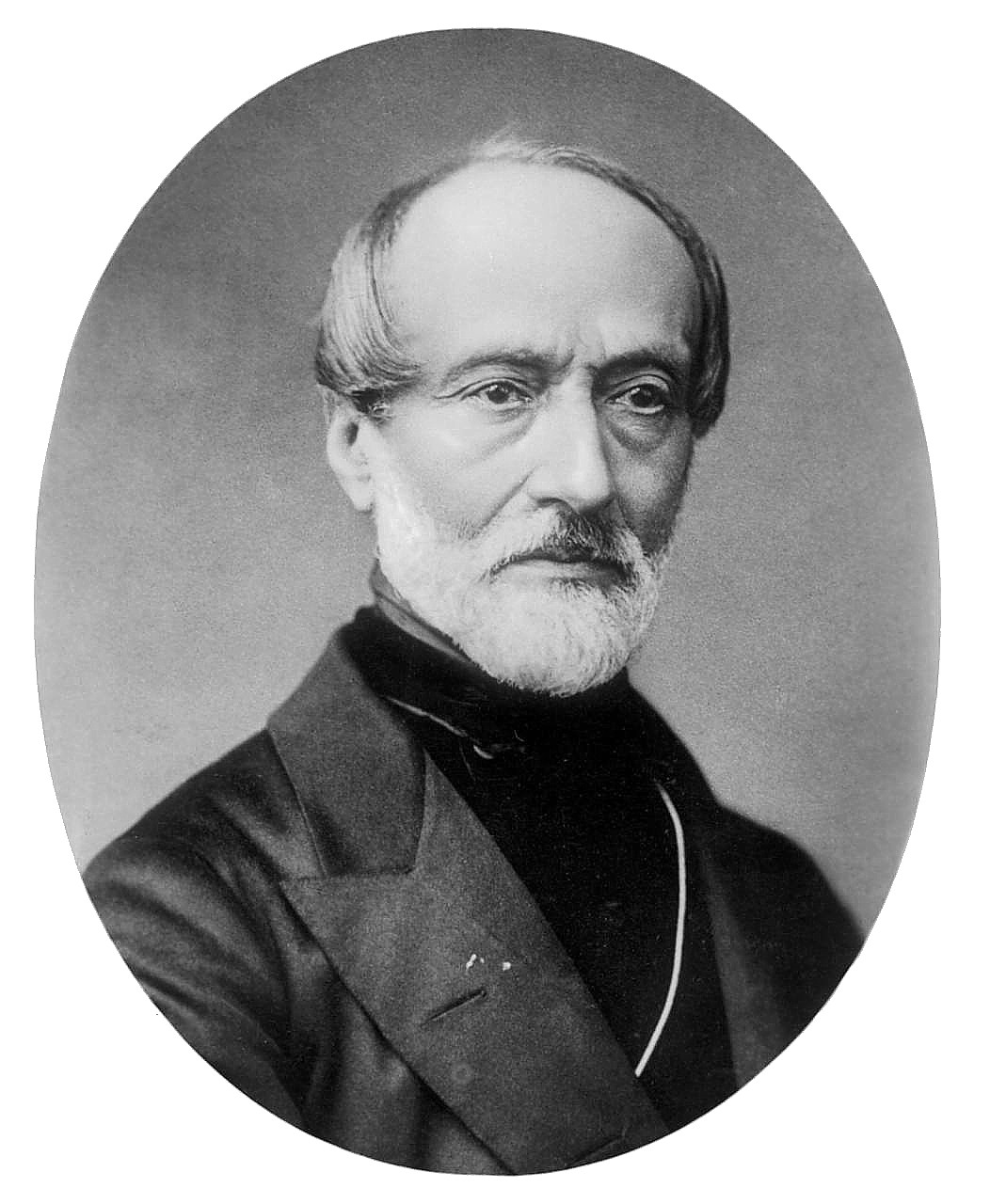
Giuseppe Mazzini (1805-1872), républicain combattant pour la réalisation de l'unité italienne.
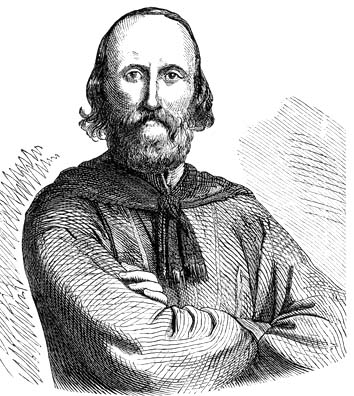
Giuseppe Garibaldi (1807-1882), général et homme politique italien, l'un des « pères de la patrie » italienne.
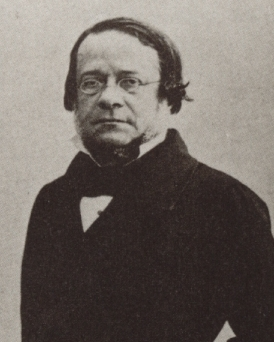
Daniele Manin (1804-1857), un des acteurs du Risorgimento, président du gouvernement de la République de Saint-Marc.

À l'époque de la révolution de Mars, ces révolutionnaires jouent également un rôle important en Italie. Les thèses de Mazzini d'une Italie unie et libre au sein d'une Europe des peuples libérée des dynasties monarchiques, qui sont diffusées par le journal interdit Giovine Italia, n'ont pas seulement une influence sur les révolutions des États italiens, mais sont aussi significatives pour les courants radicaux-démocrates dans de nombreuses autres régions d'Europe.

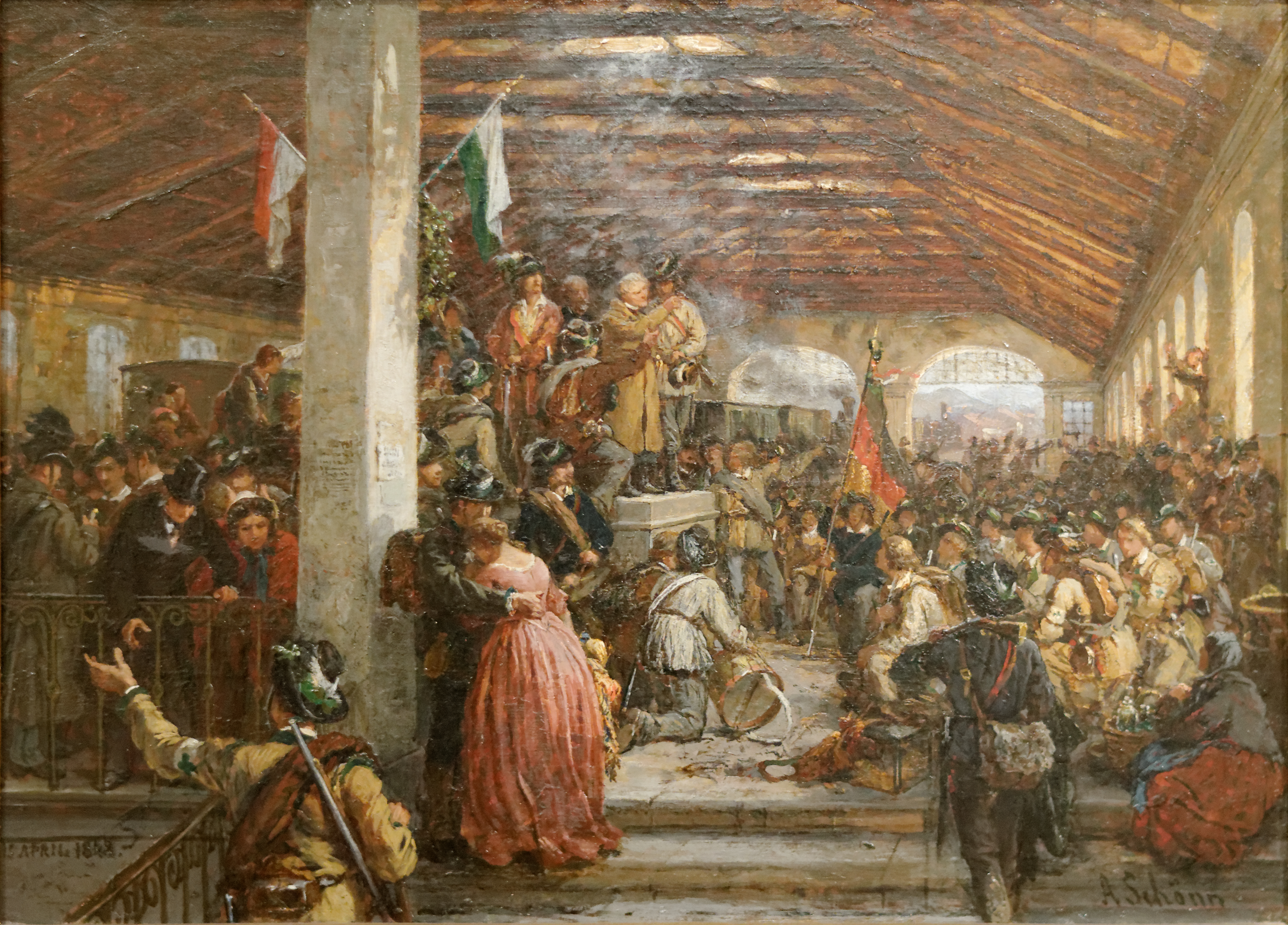
Le premier détachement de volontaires à l'ancienne gare-sud de Vienne (Gloggnitzer Bahn), avant leur départ pour apporter un soutien à l'armée de Radetzky en Italie. Départ des volontaires pour l'Italie le 3 avril 1848, toile d'Alois Schönn.

Les événements révolutionnaires de 1848 ont un fort retentissement, non seulement en Italie du Nord, mais aussi dans d'autres provinces d'Italie. En janvier 1848 déjà, de premiers soulèvements de combattants pour la liberté ont lieu en Sicile, à Milan, à Brescia et à Padoue contre la suprématie des Bourbons au sud et des Autrichiens au nord, qui s'intensifient le 17 mars 1848 à Venise et à Milan le 18. Les combats durent cinq jours dans la capitale lombarde. Finalement, les révolutionnaires déclarent l'indépendance de la Lombardie vis-à-vis de l'Autriche, et son rattachement au royaume de Sardaigne. Cette situation mène à la guerre entre le royaume de Sardaigne et l'Autriche.
Le 4 mars 1848, le roi Charles-Albert de Sardaigne a déjà concédé dans son État une constitution représentative d'inspiration française, avec laquelle il introduit une monarchie constitutionnelle, de façon à tirer profit de l'élan révolutionnaire pour unifier l'Italie sous son règne. Le 25 juillet 1848, malgré leurs premiers succès, les troupes du roi Charles-Albert sont défaites par les Autrichiens menés par le maréchal Joseph Radetzky lors de la bataille de Custoza,. Selon l'armistice du 9 août, la Lombardie doit retourner à l'Autriche et seule Venise demeure insoumise. Les révolutionnaires italiens ont déclaré la ville indépendante le 23 mars 1848 et proclamé la république de Saint-Marc, dirigée par Daniele Manin.

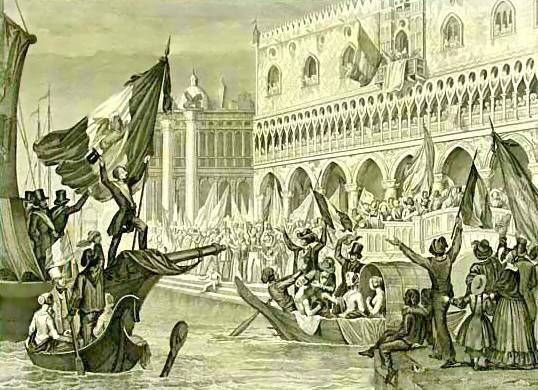
Proclamation de la république de Saint-Marc devant le palais des Doges, le 23 mars 1848, lithographie de Sanesi, vers 1850.

En février 1849, lorsque les insurgés fomentent un putsch contre le grand-duc Léopold II de Toscane de la maison des Habsbourg, la guerre est relancée. Celle-ci tourne de nouveau en faveur des Autrichiens menés par Radetzky, lors de la bataille de Novare contre l'armée de Sardaigne,, forte de 100 000 hommes. Le mouvement d'unification italien est ainsi momentanément anéanti, et la prédominance autrichienne en Italie du Nord est, pour l'essentiel, de nouveau restaurée. Le roi Charles-Albert de Sardaigne abdique au profit de son fils, Victor-Emmanuel II, et part en exil au Portugal. Le nouveau roi conclut le 6 août à Milan un traité de paix avec l'Autriche.
Le 22 août 1849, la république révolutionnaire de Venise, dernier bastion des soulèvements italiens de 1848-1849, est écrasée. Joseph Radetzky reçoit de l'empereur la charge de gouverneur général, civil et militaire du royaume de Lombardie-Vénétie.
Dans de nombreuses régions non-autrichiennes d'Italie, il y a également en 1848-1849 des troubles révolutionnaires ; dans le royaume des Deux-Siciles par exemple, où les soulèvements de janvier 1848 poussent le roi Ferdinand II à se doter d'une constitution le 10 février 1848.
En novembre 1848, le pape Pie IX fuit Rome et abandonne les États pontificaux devant les troubles qui s'intensifient. Il se replie à Gaète, sur la côte du royaume des Deux-Siciles. Le 9 février 1849, les révolutionnaires romains menés par un triumvirat comprenant Giuseppe Mazzini proclament la République romaine dans les États pontificaux. Le 3 juillet 1849, la révolution romaine est écrasée par les troupes françaises essentiellement, mais aussi espagnoles et autrichiennes aux ordres des gouvernements de partis cléricaux, ce qui provoque, cependant, des protestations en France, comme à Lyon. Par la suite, le pouvoir du comité exécutif est transféré aux cardinaux. Ce n'est qu'en 1850 que le pape revient ; il annule une grande partie de ses réformes de 1846 et met en place des mesures particulièrement réactionnaires dirigées contre les libéraux.

### Bavière
À partir du 4 mars 1848, il y a en Bavière une recrudescence de troubles et de soulèvements à visée démocratique et libérale. Le roi Louis Ier de Bavière cède le 6 mars à certaines revendications des révolutionnaires et convoque un cabinet plus libéral. Cependant, le roi se trouve dans une situation délicate en raison d'une liaison non conforme à son rang avec la prétendue danseuse espagnole Lola Montez, qui lui fait délaisser en partie les affaires d'État. Cette affaire expose également Louis aux critiques des camps conservateur et catholique. Le 11 mars 1848, Lola Montez est bannie de Munich. Il y a de nouveaux troubles lorsque le bruit court que la danseuse est de retour. À la suite de cela, le 20 mars, le roi abdique au profit de son fils Maximilien II de Bavière,.
Après l'échec de la Constitution de Francfort, survient en Rhénanie-Palatinat (qui appartenait autrefois à la Bavière) le soulèvement palatin de mai 1849. Au cours de ce soulèvement, la Rhénanie-Palatinat est temporairement séparée du pouvoir bavarois. Cependant l'insurrection est rapidement écrasée par l'armée prussienne.

### Saxe

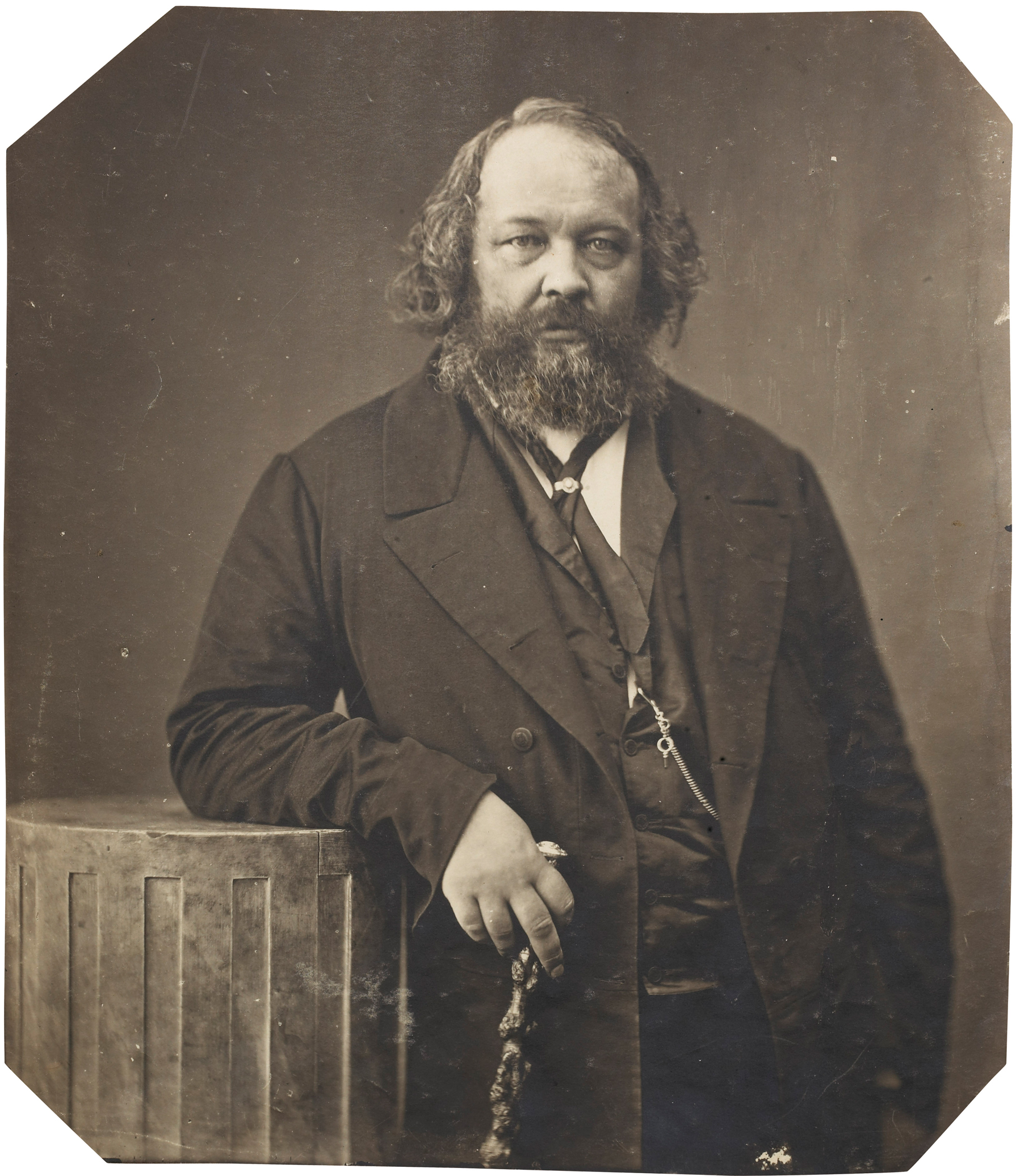
Mikhaïl Bakounine (1815-1876).

Dans le royaume de Saxe il y a, à la suite des événements révolutionnaires, un changement de ministres et quelques réformes libérales. Après que le roi de Saxe refuse la constitution de l'empire votée à Francfort le 28 mars 1849, il y a un soulèvement à Dresde le 3 mai.
La figure centrale de ce soulèvement d'environ 12 000 insurgés est l'anarchiste russe Mikhaïl Bakounine. La Saxe est un bastion des démocrates radicaux, organisés au sein des « associations de Mars », le drapeau rouge flotte donc au côté de celui noir-rouge-or. Comme le déclare Stephan Born, la lutte pour la constitution est secondaire, la souveraineté du peuple est plus importante à ses yeux.
Après que le roi fuit la ville pour se réfugier dans la forteresse de Königstein, que les chambres sont dissoutes et que les ministres se retirent, les révolutionnaires forment un gouvernement provisoire. Les troupes saxonnes sont pour la plus grande partie dans le duché de Holstein. Le gouvernement saxon en fuite se tourne vers la Prusse pour obtenir de l'aide. Les troupes prussiennes et les unités militaires régulières saxonnes restées sur place écrasent l'insurrection le 9 mai 1849 après des combats de rue acharnés.

### Holstein et Schleswig; première guerre dano-allemande

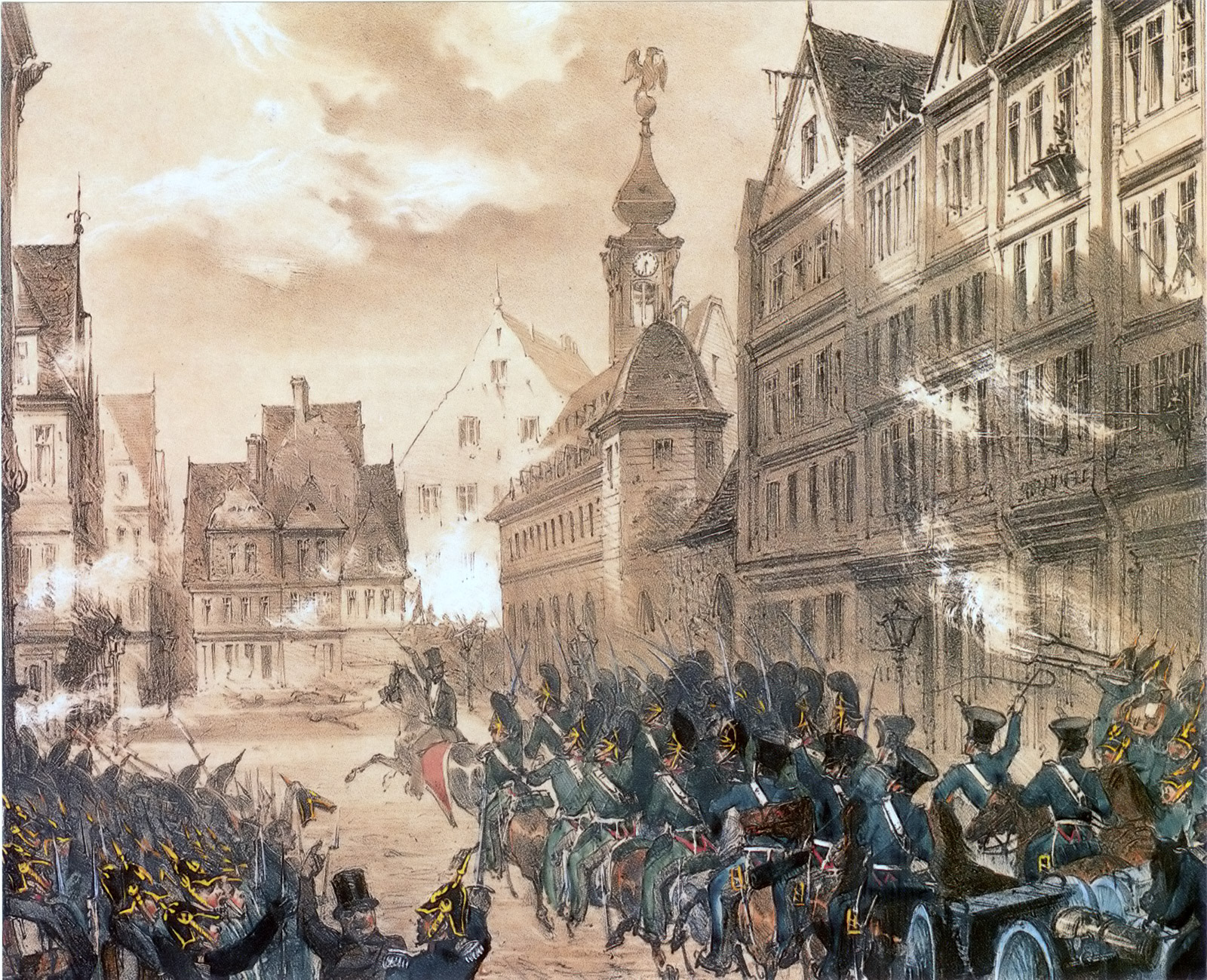
Prise d'assaut des barricades par l'armée prussienne sur la Konstablerwache à Francfort le 18 septembre 1848. Lithographie de E. G. May d'après un dessin de Jean Nicolas Ventadour.

Fin mars 1848, un soulèvement allemand national se produisit dans les duchés nordiques de Schleswig et de Holstein, après que le roi Frédéric VII de Danemark, sous l'influence des nationaux-libéraux danois, a voulu faire adopter une constitution commune au Royaume de Danemark et aux duchés de Schleswig et de Holstein. Ces duchés dépendent à l'époque du roi danois en sa qualité de duc. Le Holstein, en tant que fief allemand, est cependant membre de la Confédération germanique depuis 1815, tandis que le Schleswig est un fief du Royaume de Danemark. Les nationaux-libéraux allemands craignent l'incorporation du Schleswig dans le Danemark et forment un gouvernement provisoire. Il est reconnu par le Bundestag de la Confédération germanique à Francfort avant même l'ouverture du Parlement de Francfort, toutefois l'absorption formelle du Schleswig dans la confédération est évitée. À la suite de la formation du gouvernement nationaliste, la première guerre dano-allemande commence. À la demande de la confédération, les troupes prussiennes, dirigées par le Generalfeldmarschall Frédéric von Wrangel, parviennent jusqu'au Jutland.
Cette manœuvre conduit à une pression diplomatique sur la Prusse de la part de la Russie et du Royaume-Uni qui menacent de soutenir militairement le Danemark. La Prusse cède et le roi Guillaume IV conclut l'armistice de Malmö avec le Danemark le 26 août 1848. Le retrait des troupes de la Confédération germanique du Schleswig et du Holstein ainsi que la dissolution du gouvernement provisoire de Kiel y sont prévus.
Cette action arbitraire de la Prusse conduit à une crise au sein du Parlement de Francfort, qui a commencé entre-temps à siéger. Il devient clair que les moyens et l'influence du Parlement sont minimes. Il est soumis au bon vouloir de la Prusse et de l'Autriche. Puisque le Parlement ne dispose d'aucun moyen de poursuivre la guerre contre le Danemark sans la Prusse, il se voit contraint d'approuver l'armistice le 16 septembre 1848. Cette approbation a pour conséquence de nouveaux troubles dans toute l'Allemagne, et plus particulièrement à Francfort. Puis, les troupes prussiennes et autrichiennes sont envoyées à Francfort contre ce qui dégénère en combats de barricades. Lors de ces affrontements, il n'est plus tellement question du Schleswig-Holstein pour les insurgés, mais désormais, et de manière grandissante, de la défense de la révolution elle-même.
Le 25 mai 1849, le Danemark adopte une constitution établissant une monarchie constitutionnelle ainsi qu'un parlement à deux chambres élu au suffrage universel.

## Le parlement de Francfort

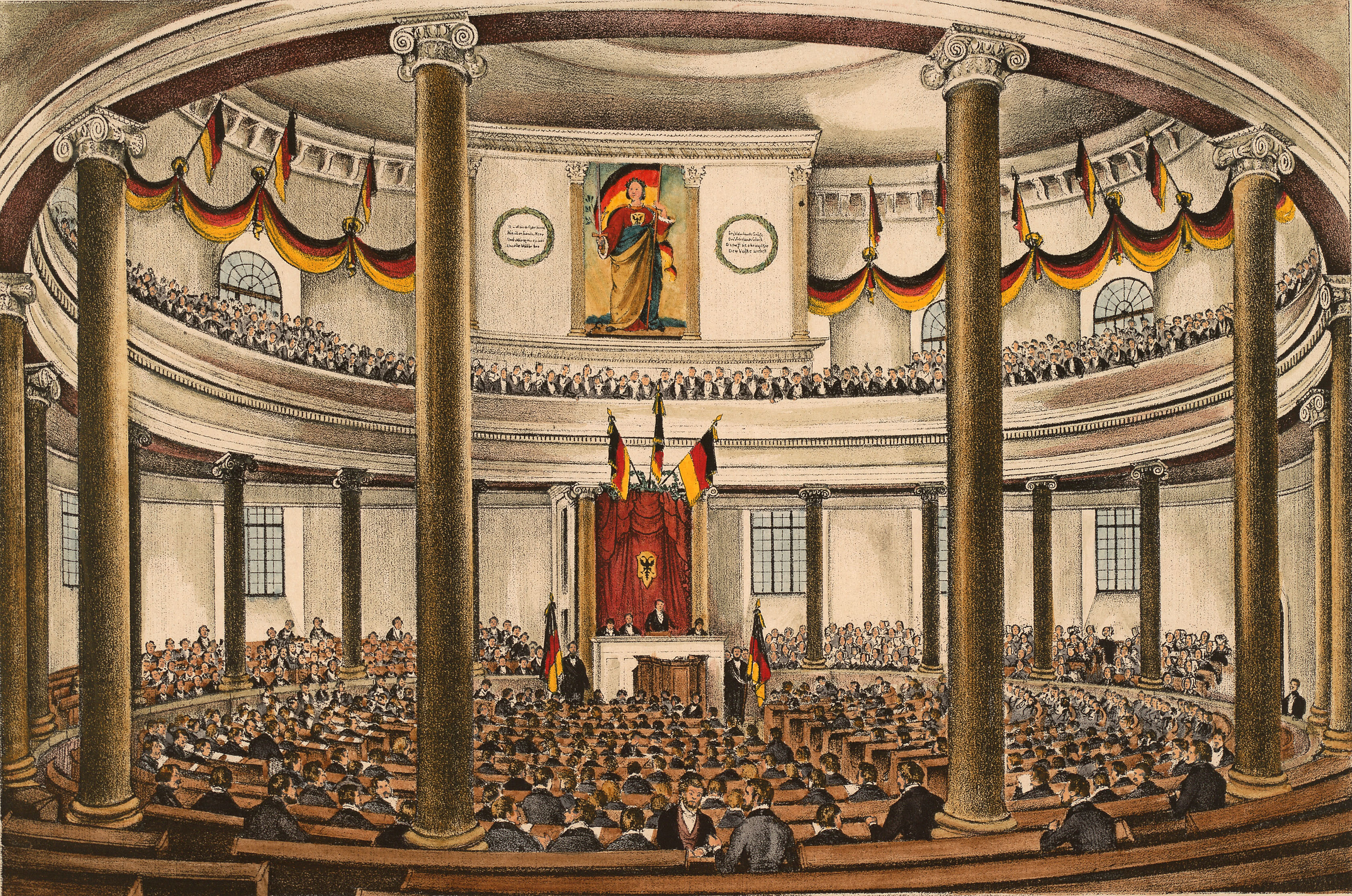
Le Parlement de Francfort dans l'église Saint-Paul de Francfort.

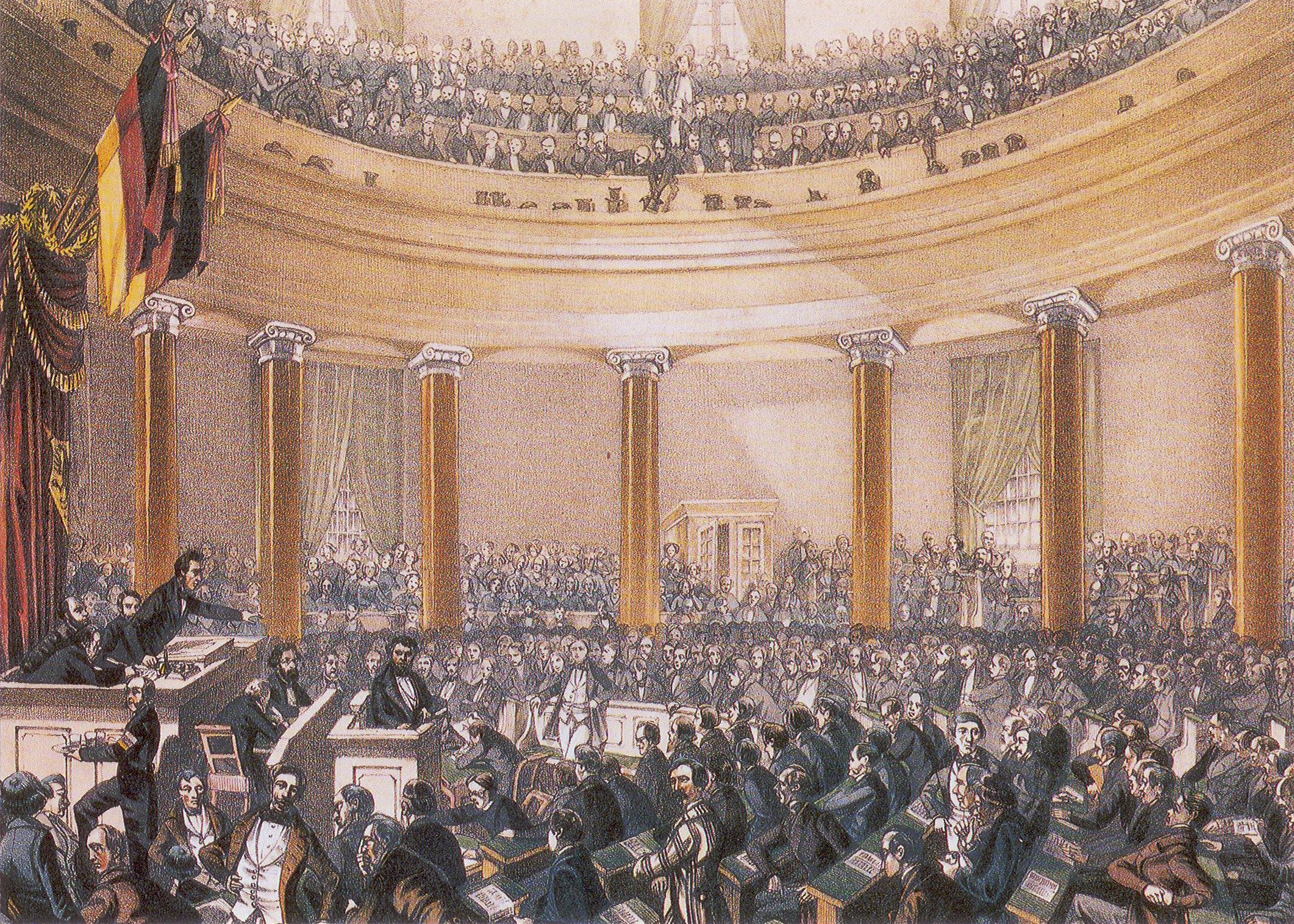
Un débat au Parlement de Francfort pendant un discours de Robert Blum.

### Formation du parlement
Après que Friedrich Daniel Bassermann a exigé le 12 février 1848 au parlement de Bade une représentation populaire au sein du Bundestag de la Confédération germanique, cette revendication se propage au-delà du parlement et ainsi, le 5 mars, l'assemblée d'Heidelberg se conclut par une invitation à un pré-parlement constituant. Après que le Bundestag de la Confédération germanique a réagi à la pression publique en accordant la liberté de la presse, il essaie aussi de regagner sur-le-champ la souveraineté de la constitution et de la représentation parlementaire en reconnaissant la nécessité d'une révision de l'Acte confédéral allemand et de la mise en place du comité des dix-sept afin d'élaborer une nouvelle base à la constitution pour une Allemagne unie. Le « pré-parlement », au sein duquel les libéraux ont le dessus sur la gauche radicale, décide dans les premiers jours d'avril de travailler en commun avec la Confédération germanique et d'amorcer avec elle les élections pour une assemblée nationale constituante afin de donner un cadre juridique au mouvement. Le comité des cinquante est mis en place pour représenter le mouvement révolutionnaire auprès du Bundestag, et celui-ci appelle les États de la Confédération germanique à mettre en œuvre l'élection de l'assemblée nationale. Elle se réunit pour la première fois le 18 mai 1848 en l'église Saint-Paul de Francfort et élit le libéral modéré Heinrich von Gagern comme président.
L'assemblée nationale établit le Pouvoir central provisoire le 28 juin 1848, un gouvernement faisant office d'exécutif pour le parlement, et reprend le pouvoir étatique du Bundestag. Le poste de chef de l'exécutif (régent impérial) est attribué à Jean-Baptiste d'Autriche, connu pour ses opinions libérales. Le prince Charles de Linange est nommé ministre-président de ce nouveau « ministère de l'empire ». L'Empire allemand se substitue à la Confédération germanique le 12 juillet lorsque le Bundestag transfère son pouvoir et ses compétences à la nouvelle autorité. À cette occasion, l'ensemble des États allemands reconnuaissent le gouvernement provisoire du Reich. Cependant, lors des mois suivants, les plus grands États allemands n'acceptent pas toujours les décrets et les lois fédérales.

### Structure et constitution du parlement

Évolution des différentes fractions au sein de l'hémicycle.

Le parlement de Francfort doit préparer l'unité allemande et élaborer la constitution de l'empire. Au sein de ce parlement, la plupart des membres sont issus de la bourgeoisie : de grands propriétaires cultivés, de hauts fonctionnaires, de professeurs, d'officiers, de magistrats, d'avocats, etc. Pour cette raison, le parlement est affublé de surnoms peu flatteurs par le peuple goguenard : « parlement des notables » ou « parlement des professeurs »,. Dans le cadre du travail parlementaire, différents groupes parlementaires se forment bientôt. Ils sont baptisés en fonction des cafés où leurs membres se rencontrent après ou entre les séances pour convenir de leurs propositions et de leurs idées. À l'exception d'un grand groupe de députés qui n'appartiennent pas aux factions (33 % des députés en octobre 1848), deux ailes idéologiques et deux partis centristes se constituent. Leur répartition au sein du parlement est la suivante en octobre 1848 : la gauche démocratique, le centre gauche, le centre droit et la droite conservatrice,. La première, également appelée die Ganzen à l'époque, est composée des fractions du Deutscher Hof (8 %), du Donnersberg (7 %) auxquels se joint en novembre le Nürnberger Hof. À partir de début 1849, elle est globalement réunie au sein de l'Association centrale de Mars duquel naquit le parlement croupion allemand. Le deuxième groupe est celui de centre gauche parlementaire-libéral, également appelée die Halben. Il est composé du Württemberger Hof (6 %) et du Westendhall (7 %), puis du Augsburger Hof (7 %) à partir de septembre. Il s'unit avec le centre droit en février 1849 au sein du groupe Weidenbusch. Le troisième groupe est le centre droit constitutionnel-libéral : à partir d'août, avec le détachement du Landsberg (6 %), il est absorbé par la grande fraction Casino (21 %). Avec le centre gauche, il forme la liberale Mitte (centre libéral), connu sous le nom die Halben. Début 1849, une partie de la fraction Casino fusionne avec les fractions de droite pour former le Pariser Hof. Enfin, la droite conservatrice est principalement composée de conservateurs protestants. Ils siègent au départ dans la Steinernen Haus, puis ils sont connus à partir de septembre comme la fraction du Café Milani (6 %).

### Débats

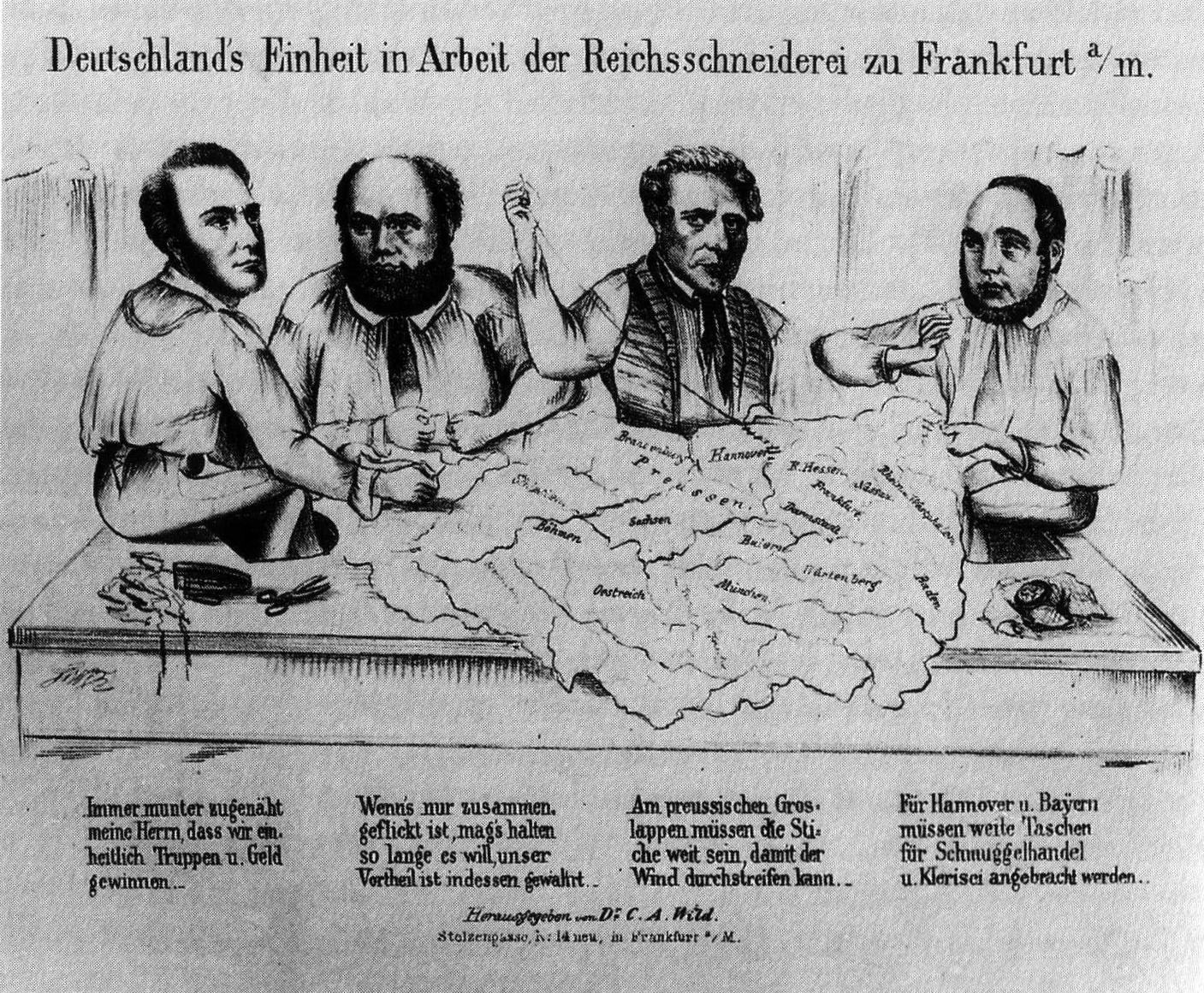
Caricature de la création d'un État national. De gauche à droite : Heinrich von Gagern, Alexander von Soiron, Carl Theodor Welcker et Friedrich Daniel Bassermann.

Le parlement de Francfort voit s'opposer les libéraux, die Halben, et les démocrates, die Ganzen. Les premiers, plus modérés, acceptent le compromis avec les monarques et privilégient la monarchie constitutionnelle héréditaire adoptant soit la solution petite-allemande (sans l'Autriche), soit la solution grande-allemande (avec l'Autriche) ; tandis que les seconds plus intransigeants donnent plus d'importance à la souveraineté du peuple et donc à un régime fortement parlementaire. Les plus radicaux d'entre eux revendiquent la mise en place d'une république. Les libéraux redoutent dans ce cas une « république rouge », l'anarchie et une nouvelle terreur. La solution grande-allemande a les faveurs des démocrates.
Les groupes parlementaires débattent vivement sur le droit de veto à accorder à l'exécutif sur les décisions du parlement. La majorité souhaite un veto suspensif, mais certains libéraux comme Friedrich Christoph Dahlmann souhaitent attribuer un veto absolu pour faciliter l'acceptation du titre impérial au roi de Prusse. Un autre débat concerne le suffrage, les plus radicaux réclamaient le suffrage universel masculin direct secret, tandis que les libéraux, par peur des démagogues, lui préféraient un suffrage censitaire,,.
Le désaccord des députés paralysant le parlement, il vient à manquer un pouvoir exécutif capable de faire appliquer les décisions (qui échouent souvent en raison des initiatives individuelles de l'Autriche ou de la Prusse). Cela mène à plusieurs crises, comme la guerre contre le Danemark au sujet de la question du Schleswig-Holstein.

### Vote de la constitution, puis refus de la couronne impériale

Schéma de la structure de l'État allemand unifié prévue dans la Constitution du Parlement de Francfort de 1849.

Malgré tout, le parlement se prononce le 28 décembre 1848 pour un ensemble de droits fondamentaux, puis, le 28 mars 1849, vote la Constitution de Francfort avec une majorité de 42 voix. Pour ce vote, les libéraux du centre-droit s'allient à ceux du centre-gauche, on parle de « pacte Simon-Gagern, ». Elle prévoit une monarchie constitutionnelle héréditaire, une unification avec la solution petite-allemande dont le roi de Prusse sera l'empereur, le suffrage universel direct et secret, ainsi qu'un veto suspensif.
Le 3 avril, lorsque le roi de Prusse Frédéric-Guillaume IV refuse la dignité d'empereur que lui propose la députation impériale, le Parlement de Francfort est de fait un échec,. Vingt-neuf des États de moyenne puissance approuvent la Constitution. L'Autriche, la Bavière, la Prusse, la Saxe et Hanovre la refusent. Les députés prussiens et autrichiens quittent le Parlement lorsqu'ils sont révoqués par leur gouvernement.

### Fin du parlement et de la révolution

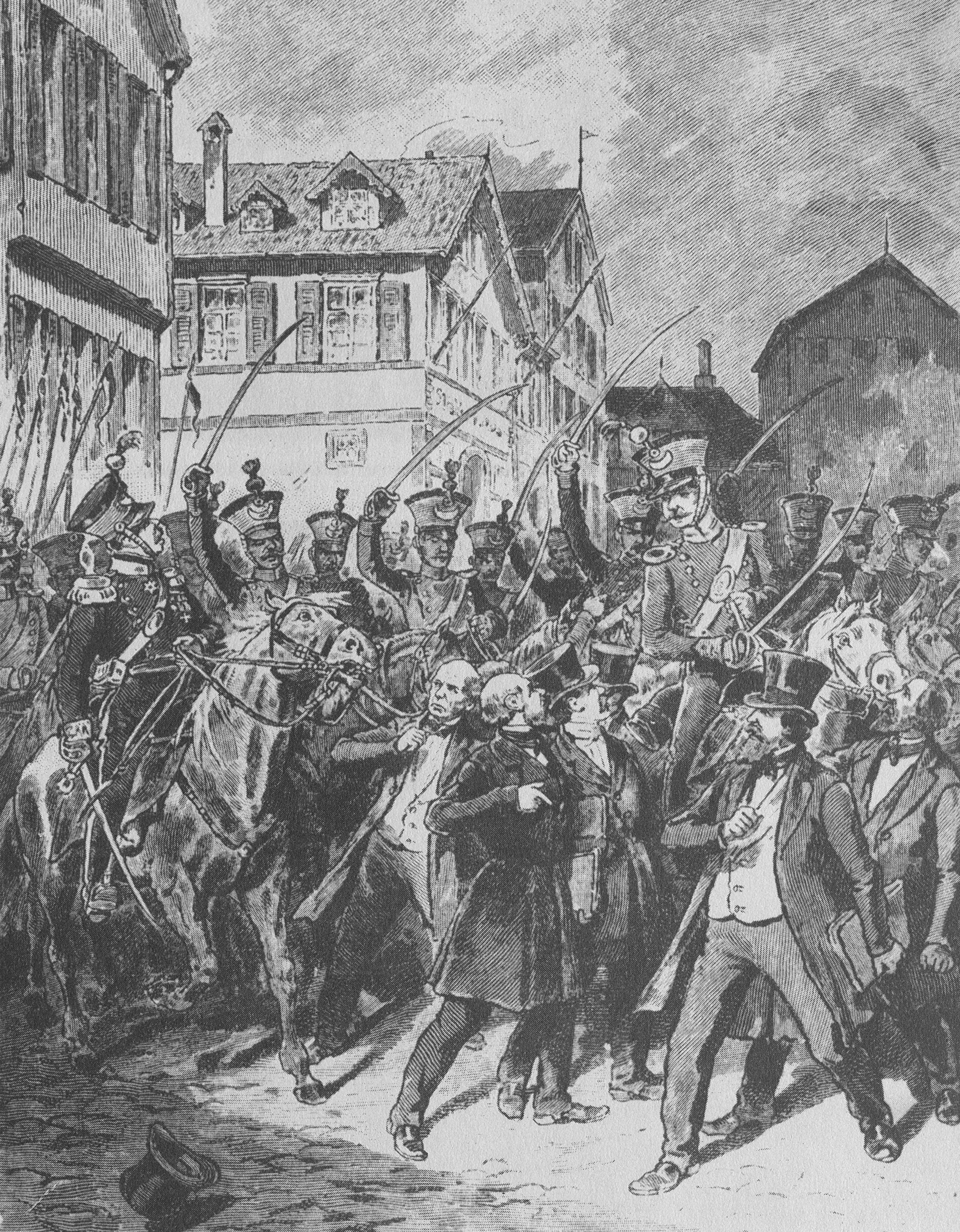
Dissolution du parlement croupion le 18 juin 1849 à Stuttgart : des dragons wurtembergeois dispersent la manifestation des députés maintenus dehors (illustration d'un livre de 1893).

Afin de faire toutefois aboutir la Constitution dans les Länder isolés malgré le renforcement de la contre-révolution, il y a en mai 1849 dans certains centres révolutionnaires des « soulèvements de mai » dans le cadre de la campagne pour la Constitution du Reich. Ces soulèvements créent un deuxième sursaut révolutionnaire radicalisé qui prend des proportions semblables à une guerre civile dans certaines régions de la Confédération, par exemple le pays de Bade et le royaume de Saxe. Le Parlement de Francfort perd la plus grande partie de ses membres en raison des révocations et d'autres défections, et se retire à Stuttgart le 30 mai 1849 sans les députés prussiens et autrichiens sous la forme d'un parlement croupion. Il reste 130 députés. Le 18 juin 1849, ce parlement est violemment dissous par les troupes du Wurtemberg. C'est avec la défaite des derniers combats révolutionnaires du 23 juillet à Rastatt que la révolution de Mars est définitivement mise en échec,.

## Répercussions et conséquences en Allemagne

### Conséquences immédiates

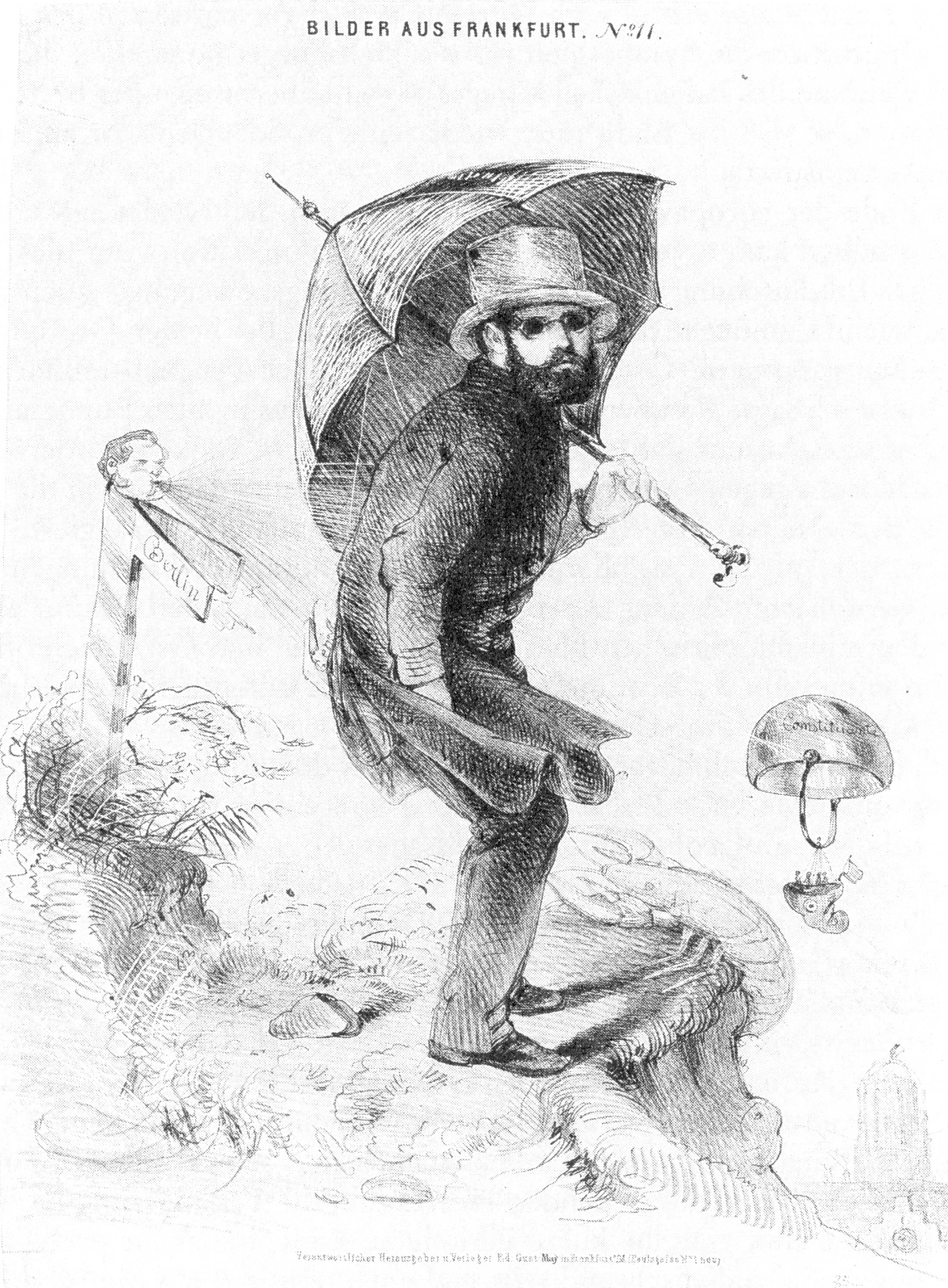
Friedrich Jucho, l'administrateur du domaine de l'Assemblée nationale, en fuite. Caricature au tournant de l'année 1849/1850

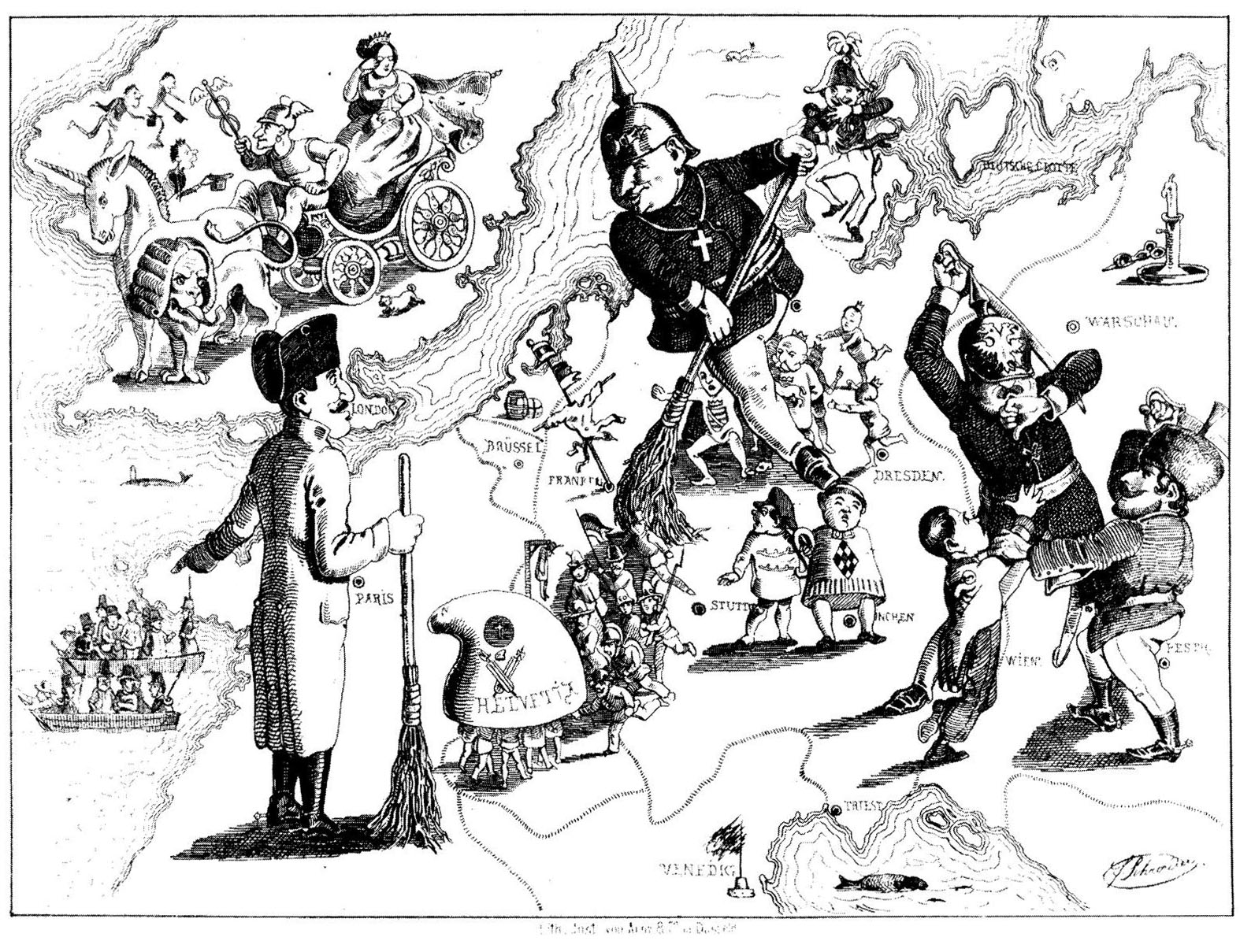
La déroute du Printemps des peuples en 1849 caricaturée par Ferdinand Schröder dans le Düsseldorfer Monatshefte sous le titre de Panorama de l'Europe en août MDCCCXLIX, (1849).

Après l'échec de la révolution, une contre-révolution réactionnaire triomphe. Dans la décennie qui suit 1848, appelée « ère réactionnaire », s'établit de nouveau une période de Restauration, qui ne prend cependant pas tout à fait les proportions de la répression de Metternich pendant le Vormärz,.
En dehors de la Confédération germanique, la révolution est aussi écrasée. En France, la République se maintient jusqu'en 1851-1852. Les constitutions ne se maintiennent durablement qu'au Danemark, en Prusse et au royaume de Sardaigne. La constitution du royaume de Sardaigne est la base du royaume d'Italie unifié en 1861 (voir Risorgimento).
Après son échec provisoire lors de la conférence d'Olmütz de 1850, l'idée d'une union de la petite Allemagne est imposée et réalisée « d'en haut » par les puissances conservatrices dominantes menées par la Prusse sous la direction d'Otto von Bismarck en tant que ministre-président de Prusse à partir de 1862, après les trois guerres d'unification allemande menées par la Prusse contre le Danemark, contre l'Autriche et contre la France. En 1871, à la suite de la victoire de la Prusse sur la France, le roi Guillaume de Prusse est couronné premier empereur allemand à Versailles sous le nom de Guillaume Ier et l'Empire allemand est proclamé ; jusqu'en 1890, le chancelier impérial Bismarck joue un rôle prépondérant dans sa politique. L'influence de la révolution dans le processus d'unification est indéniable.

### Acquis de la révolution
L'échec des objectifs nationalistes de la révolution de Mars détourne souvent l'attention des succès certains et des progrès durables qui sont atteints dans les années de la Révolution et sur lesquels la contre-révolution victorieuse ne peut revenir, comme en premier lieu la fin définitive de l'ordre féodal. Une grande partie de la population rurale et paysanne adhère aux revendications d'abolition du servage héréditaire et des redevances féodales, ce qui la conduit à participer aux mouvements de Mars 1848, en particulier en Autriche.
Un autre succès certain des années révolutionnaires est l'abolition de la justice inquisitrice secrète des périodes de la Restauration et du Vormärz. L'exigence du caractère public de la juridiction répressive et de la cour d'assises fait partie des revendications fondamentales de Mars. Sa mise en place conduit à une amélioration durable de l'équité juridique. La Constitution prussienne est également un acquis certain.

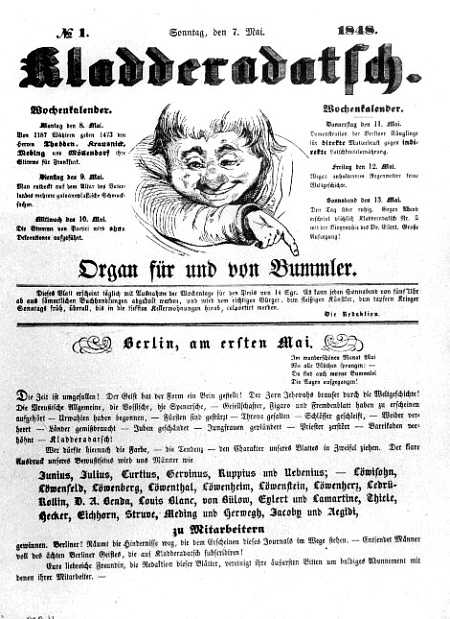
Première édition du magazine satirique Kladderadatsch (mai 1848).

De plus, pendant la Révolution, à la suite de l'assouplissement de la censure, une presse plus ou moins pluraliste émerge. Le nombre de journaux politiques passe ainsi de 118 en 1847 à 184 en 1850. En Autriche, il n'y a que 79 journaux avant la révolution, contre 388 ensuite. Dans toute l'Allemagne, le nombre de journaux a atteint 1 700 en 1848. Ceux de gauche comme de droite gagnent en influence sur les actualités politiques. À gauche, on peut citer par exemple le journal publié par Karl Marx, la Neue Rheinische Zeitung (Nouvelle Gazette rhénane), qui est interdit le 19 mai 1849. Le centre modéré est entre autres représenté par la Deutsche Zeitung (Journal allemand) et la droite par la Neue Preußische Zeitung (Nouvelle Gazette prussienne) à la création de laquelle Otto von Bismarck est associé. C'est avec le Kladderadatsch (Patatras) que voit le jour le 7 mai 1848 l'un des premiers grands magazines satiriques d'Allemagne,.

### Influences sur les différentes mouvances politiques et associatives
Le rétablissement de la liberté associative en Allemagne a pour conséquence la formation de nombreuses associations, politiques notamment. Elles peuvent être classées en associations ouvrières, démocratiques, constitutionnelles, catholiques, rurales, et groupes d'intérêt citoyens, les associations conservatrices étant peu développées. Les premières, rassemblées dans la fraternité générale des travailleurs allemands fondée le 3 septembre 1848 à Berlin,, sont au nombre de 170, pour un total de 15 000 membres au début de 1849. C'est la première organisation de travailleurs présente dans plusieurs régions en Allemagne : elle a notamment un rôle important dans l'émergence des syndicats. Les associations démocratiques, également nommées « populaires », sont à leur apogée, au nombre d'environ 200 pour 200 000 membres. Début 1849, elles se rassemblent pour former l'Association centrale de Mars qui, en mars, compte 950 associations et 500 000 adhérents. Les associations constitutionnelles, appelées aussi « patriotiques », rassemblent les libéraux. Elles sont moins importantes en nombre d'adhérents que les associations populaires, leur association nationale rassemble ainsi, en avril 1849, 160 associations locales. Les associations catholiques, dites aussi « Pi », sont aussi très répandues : dans le seul pays de Bade, il y a 400 associations pour 100 000 membres. Les associations rurales, présentes seulement en Silésie, se regroupent en août 1848 dans le Hauptristikalverein. Elles sont au nombre de 200, pour 200 000 membres. Enfin, le mouvement ouvrier est naissant.
Les nouveaux mouvements réclamant une émancipation, en particulier le mouvement ouvrier et les féministes, n'ont pas eu un poids important dans la révolution. Ils ne sont pas directement représentés au parlement, tout au plus la gauche libéral-démocrate bourgeoise défend leurs intérêts. La révolution a cependant fortement influencé leur développement.
En ce qui concerne les féministes, le 12 mai 1849 la journaliste et avocate du droit des femmes Louise Otto-Peters fonde le journal politique Frauen-Zeitung (Journal des femmes), où elle appelle au regroupement des ouvrières au sein d'associations afin de défendre leurs intérêts,.
Une période de réaction suit directement la révolution, marquée par les procès contre les démocrates et les communistes, et par la censure et le contrôle de l'administration. Elle laisse cependant rapidement la place à une ère plus libérale dite Neue Ära entre 1849 et 1866. Elle voit notamment les forces libérales se renforcer et se rassembler en 1861 dans le premier parti politique allemand : le parti progressiste allemand. Toutefois, Wolfgang Siemann note que toutes ces associations politiques préfigurent les partis politiques modernes. Il faut par ailleurs définir avec précision le terme de « parti » pour déterminer quel est le premier parti allemand.
La plupart des démocrates radicaux, quand ils n'ont pas été emprisonnés ou exécutés, se sont exilés. Les années 1848-1849 voient une vague d'émigration massive. Pendant les années 1847, 1848 et 1849, respectivement 78 800, 59 000 et 61 700 Allemands émigrent, surtout vers les États-Unis. Les émigrants y sont désignés par le nom de Forty-Eighters ce qu'on peut traduire par « quarante-huitards ». Beaucoup de ces émigrés s'impliquent dans la vie démocratique locale. Ainsi ils sont nombreux à soutenir Abraham Lincoln lors des élections présidentielles américaines, à combattre l'esclavage ou à prendre part à la guerre de Sécession au côté des États du Nord de 1861 à 1865. Certains font également une carrière politique comme Lorenz Brentano ou Carl Schurz (ministre de l'intérieur de 1877 à 1881).
Les autres démocrates radicaux, qui sont restés en Allemagne ou qui y sont revenus après l'amnistie de 1862, rejoignent massivement le mouvement ouvrier et la social-démocratie.

## Historiographie

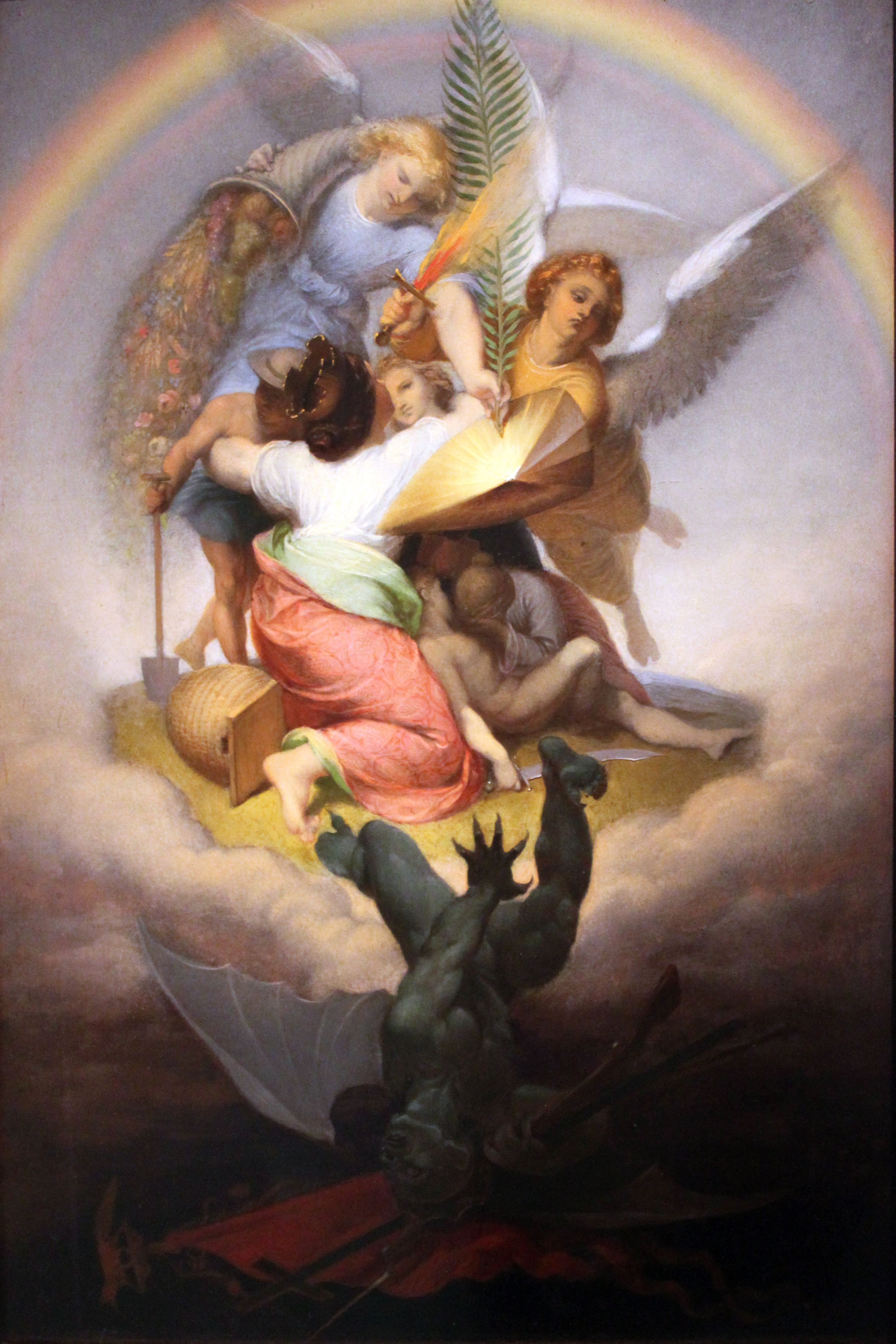
Allégorie de la défaite de la révolution de 1848, peinture d'Alfred Rethel, 1849.

### Postérité de la révolution
D'abord mis au ban, par le royaume de Prusse notamment, l'Empire allemand se considère comme l'aboutissement de la révolution de Mars, mais en sous-estime l'influence et ne suit pas son esprit. Ainsi le parlement national et une partie de la constitution sont repris des acquis de la révolution de Mars. Toutefois les droits fondamentaux ne sont pas inscrits dans la constitution mais seulement assurés au moyen de lois.
La République de Weimar est fidèle à la révolution de Mars et remet en avant ces événements. Sa Loi fondamentale est fondée sur le projet de constitution élaboré dans l'église Saint-Paul de Francfort,.
Adolf Hitler détourne la révolution à des fins expansionnistes, y trouvant une justification pour l'Anschluss. Finalement, après la Seconde Guerre mondiale, les deux États allemands se disputent l'héritage révolutionnaire : la RFA se prévaut de la liberté d'expression, de presse et de circulation réclamée en 1848 ; la RDA, de sa tradition révolutionnaire. Au XXe siècle, un grand nombre de mouvements politiques allemands, surtout en Allemagne de l'Est, de la gauche radicale aux nationalistes en passant par les démocrates, se réclament de la révolution de 1848.

### Causes de l'échec
Les causes de l'échec de la révolution ont longtemps été analysées. Pêle-mêle, on peut citer le dualisme austro-prusse, qui empêche toute évolution ; la division entre les libéraux et les démocrates ; le rejet de la révolution par les bourgeois et les libéraux de peur de la voir se transformer en nouvelle Terreur française ; le manque de soutien des autres grandes puissances européennes ; le choix personnel du roi de Prusse Frédéric-Guillaume IV, qui est trop vu comme l'homme providentiel ; et la rapide victoire en Mars, qui donne aux députés des attentes irréalistes comme la création simultanée d'un État-nation, la proclamation des droits fondamentaux et d'acquis sociaux. Botzenhart dit résumer la pensée de Dieter Langewiesche, Hans-Ulrich Wehler et Siemann en disant qu'il y a trop de problèmes à régler. Il ajoute que les difficultés de la Révolution française, alors que là-bas la situation est plus simple, montre combien la tâche est difficile. Nipperdey expose les « pour » et les « contre » de la politique des libéraux et conclut que la faute n'est à imputer ni aux démocrates ni aux libéraux puisque leur mésentente est inévitable et que les éléments contraires sont trop nombreux.
La répression de la révolution et la victoire des réactionnaires engendrent un dualisme spécifiquement allemand entre les idées de « nation » et de « démocratie », qui marque pour longtemps l'histoire allemande et qui est encore sensible au XXIe siècle. À la différence de la France, des États-Unis et d'autres pays où, à la suite de révolutions victorieuses, « nation » et « démocratie » sont plutôt vues traditionnellement comme une unité et l'adhésion à la nation inclut en général également l'adhésion à la démocratie, la relation entre nation et démocratie en Allemagne est encore un objet de débats polarisants, controversés et souvent très empreints d'une dimension émotionnelle (voir Sonderweg).

### Citations originales
1. ↑  (de) « Weberaufstand »
2. ↑  (de) « Das war ein Vorspiel nur, dort wo man Bücher Verbrennt, verbrennt man auch am Ende Menschen. »
3. ↑  (de) « Frankfurter Wachensturm »
4. ↑  (de) « Märzforderungen »
5. ↑  (de) « Forderungen des Volkes »
6. ↑  (de) « Bauernbefreiung »
7. ↑  (de) « Heckeraufstand »
8. ↑  (de) « Heckerzug »
9. ↑  (de) « Deutscher Demokratischer Legion »
10. ↑  (de) « Kartätschenprinzen »
11. ↑  (de) « Friedhof der Märzgefallenen »
12. ↑  (de) « Deutschlands Freiheit, Deutschlands Einigkeit »
13. ↑  (de) « Berliner Zeughaussturm »
14. ↑  (de) « Staatsministerium »
15. ↑  (de) « Polenprozess »
16. ↑  (de) « praca organiczna »
17. ↑  (de) « Neue Sklaven »
18. ↑  (de) « Warum wir arm sind »
19. ↑  (de) « Was kommt dort von der Höh »
20. ↑  (de) « Metternichs Linde »
21. ↑  (de) « vollkommene Preßfreiheit gewährt »
22. ↑  (de) « Pillersdorfsche Verfassung »
23. ↑  (de) « Die Presse frei! »
24. ↑  (de) « Der tote Zensor »
25. ↑  (de) « Geheime Polizei) »
26. ↑  (de) « Zensorlied »
27. ↑  (de) « Freiheit in Krähwinkel »
28. ↑  (de) « Märzverein »
29. ↑  (de) « badische Ständeversammlung »
30. ↑  (de) « Vorparlament »
31. ↑  (de) « die demokratische Linke ».
32. 1 2  (de) « Rumpfparlament »
33. ↑  (de) « das parlamentarisch-liberale linke Zentrum ».
34. ↑  (de) « das konstitutionell-liberale rechte Zentrum ».
35. ↑  (de) « die konservative Rechte »
36. ↑  (de) « Simon-Gagern-Pakt »
37. ↑  (de) « Kaiserdeputation »
38. ↑  (de) « Reichsverfassungskampagne »
39. ↑  (de) « Volksverein »
40. ↑  (de) « Vaterländische »
41. ↑  (de) « Rustikal »

#### En allemand
- (de) Helmut Bleiber, Sabine Schötz (dir.) et Walter Schmidt, Akteure eines Umbruchs. Männer und Frauen der Revolution 1848., Berlin, Fides, 2004 (ISBN 3-931363-11-2)
- (de) Helmut Bleiber, Rolf Dlubek et Walter Schmidt (dir.), Demokratie und Arbeiterbewegung in der deutschen Revolution von 1848/49, Berlin, trafo, 2000 (ISBN 3-89626-226-2, lire en ligne)
- (de) Manfred Botzenhart, 1848/1849 Europa im Umbruch, Paderborn, Schöningh, 1998 (ISBN 3-506-97003-8).
- (de) Hartwig Brandt, Europa 1815-1850, Stuttgart, Kohlhammer, 2002 (ISBN 3-17-014804-4).
- (de) Peter Burg, Der Wiener Kongreß, Der Deutsche Bund im europäischen Staatensystem, Munich, Deutscher Taschenbuch Verlag, coll. « Deutsche Geschichte der neuesten Zeit », 1984 (ISBN 3-423-04501-9)
- (de) Dieter Dowe, Heinz-Gerhard Haupt et Dieter Langewiesche (dir.), Europa 1848. Revolution und Reform, Bonn, J.H.W. Dietz Nachfolger, 1998 (ISBN 3-8012-4086-X)
- (de) Christof Dipper et Ulrich Speck, 1848 Revolution in Deutschland, Francfort-sur-le-Main et Leipzig, Insel Verlag, 1998 (ISBN 345816894-X).
- (de) Friedrich Engels, Karl Marx und Friedrich Engels. Werke., t. 8, Berlin, Dietz, 1988 (ISBN 3-320-00611-8, lire en ligne)
- (de) Horst Stuke et Wilfried Forstmann (dir.), Die europäischen Revolutionen von 1848, Königstein, Athenäum-Hain-Scriptor-Hanstein, 1979 (ISBN 3-445-01894-4)
- (de) Alfred Georg Frei et Kurt Hochstuhl, Wegbereiter der Demokratie. Die badische Revolution 1848/49. Der Traum von der Freiheit, Karlsruhe, G. Braun, 1997 (ISBN 3-7650-8168-X)
- (de) Sabine Freitag (dir.), Die 48-er. Lebensbilder aus der deutschen Revolution 1848/49, Munich, C. H. Beck, 1998 (ISBN 3-406-42770-7)
- (de) Lothar Gall, 1848, Aufbruch zur Freiheit, Berlin, Nicolaische Verlag, 1998 (ISBN 3-87584-677-X).
- (de) Walter Grab (dir.), Die Revolution von 1848/49. Eine Dokumentation, Munich, Nymphenburger, 1980 (ISBN 3-15-009699-5)
- (de) Rüdiger Hachtmann, Berlin 1848. Eine Politik- und Gesellschaftsgeschichte der Revolution, Bonn, J.H.W. Dietz Nachfolger, 1997 (ISBN 3-8012-4083-5)
- (de) Rüdiger Hachtmann, Epochenschwelle zur Moderne. Einführung in die Revolution von 1848/49, diskord, 2002 (ISBN 3-89295-723-1, lire en ligne)
- (de) Klaus Herdepe, Die Preußische Verfassungsfrage 1848, Neuried, 2003 (ISBN 3-936117-22-5)
- (de) Christine Hesse, Revolution von 1848, Bonn, coll. « Information zur politischen Bildung », 2010 (lire en ligne), chap. 265
- (de) Wolfgang von Hippel, Revolution im deutschen Südwesten. Das Großherzogtum Baden 1848/49, Stuttgart, Kohlhammer, 1998 (ISBN 3-17-014039-6)
- (de) Christian Jansen et Thomas Mergel (dir.), Die Revolutionen von 1848/49. Erfahrung - Verarbeitung - Deutung, Göttingen, Vandenhoeck & Ruprecht, 1998 (ISBN 3-525-01364-7)
- (de) Hans Jessen (dir.), Die Deutsche Revolution 1848/49 in Augenzeugenberichten, Düsseldorf, Karl Rauch, 1968 (ISBN 3-423-00927-6)
- (de) Dieter Langewiesche (dir.), Die deutsche Révolution von 1848/1849, Darmstadt, Wissenschaftliche Buchgesellschaft, coll. « Wege der Forschung », 1983 (ISBN 3-534-08404-7).
- (de) Günter Mick, Die Paulskirche. Streiten für Recht und Gerechtigkeit, Francfort-sur-le-main, Kramer, 1988 (ISBN 3-7829-0357-9)
- (de) Wolfgang J. Mommsen, 1848 - Die ungewollte Revolution, Francfort-sur-le-main, Fischer Taschenbuch, 2000 (ISBN 3-596-13899-X).
- (de) Thomas Nipperdey, Deutsche Geschichte 1800-1866. Bürgerwelt und starker Staat, Munich, C. H. Beck, 1994 (ISBN 3-406-09354-X).
- (de) Wilfried Reininghaus, Axel Eilts, Wilfried Reinighaus et Horst Conrad, Für Freiheit und Recht. Westfalen und Lippe in der Revolution 1848/49, Münster, 1999 (ISBN 3-402-05382-9), « Fünfzehn Revolutionsmonate. Die Provinz Westfalen vom März 1848 bis Mai 1849 »
- (de) Otto Rühle, 1848 - Revolution in Deutschland, Dresden, 1927 (ISBN 3-928300-85-7)
- (de) Wolfram Siemann, Die deutsche Revolution von 1848/49, Francfort-sur-le-main, Suhrkamp, 1985 (ISBN 3-518-11266-X).
- (de) Ulrich Speck, 1848. Chronik einer deutschen Revolution, Francfort-sur-le-main, Insel, 1998 (ISBN 3-458-33914-0)
- (de) Veit Valentin, Geschichte der deutschen Revolution 1848-1849, Weinheim-Berlin, Beltz Quadriga, 1998 (ISBN 3-88679-301-X, lire en ligne)
- (de) Heinz Rieder, Die Völker läuten Sturm - Die europäische Revolution 1848/49, Gernsbach, Casimir Catz, 1997 (ISBN 3-925825-45-2)
- (de) Heinrich August Winkler, Der lange Weg nach Westen. Deutsche Geschichte 1806–1933, vol. 1 : Deutsche Geschichte vom Ende des Alten Reiches bis zum Untergang der Weimarer Republik, Bonn, 2002 (ISBN 3-406-46001-1).

#### En anglais
- (en) Christopher Clark, Iron kingdom, The rise and fall of Prussia, 1600-1947, Munich, Pantheon, 2008 (ISBN 978-3-570-55060-1).

#### En français
- Heinrich August Winkler (trad. Odile Demange), Histoire de l'Allemagne XIXe-XXe siècle : Le long chemin vers l'Occident, Fayard, 2005 (ISBN 2213624437)